# マブラヴ オルタネイティヴ
『マブラヴ オルタネイティヴ』（英: Muv-Luv Alternative）は、アダルトゲームメーカー âge（アージュ）の恋愛アドベンチャーゲーム、およびこれを原作とするメディアミックス作品群の総称である。『マブラヴ』の続編にあたる。前作UNLIMITED編の物語開始時点にタイムスリップした主人公・白銀武は、地球外起源種BETAとの戦争に人類が敗北した歴史を覆すため、未来の歴史の記憶を頼りに再び戦いに身を投じる。

## 略歴
当初は『マブラヴ』と一体のものとして開発が進められていたものの、製作に膨大な時間がかかってしまうことから、『マブラヴ』発売時に『マブラヴ オルタネイティヴ』として分割して発売されることが発表された（アージュ側の発表では分割は当初の予定通りで、CD枚数が6枚から4枚+CD-DA1枚への変更もデータ圧縮技術の進展のためとしている）。その為、『マブラヴ』よりも先に『マブラヴ オルタネイティヴ』をプレイしてもストーリーを理解するのは難しい。公式ページ開設当初は、『マブラヴ』をプレイした上で本作をプレイする事が推奨されていた。前作『マブラヴ』同様発売日に関しては延期が繰り返された。当初は｢2001年｣秋発売とされたが、その後マブラヴとの分割が発表され、マブラヴ発売直後には「2004年中」と発表されたが数回にわたって延期され、最終的にDVD-ROM版は2006年2月24日、CD-ROM版は2006年3月3日に発売された。
2011年10月27日に『マブラヴ』とともにXbox 360で移植版が発売された。発売元はMAGES.(5pb.Games)だが、移植そのものはアージュが行っている。本作および『マブラヴ』に加えfigmaも同梱した「ツインパック」も発売された。2012年10月25日にはPlayStation 3版も発売。『マブラヴ』と同様にPS3版は通常版と限定版の2種類が存在する。PS Vita版『マブラヴ』の発売日と同じ、2016年1月21日に発売。同年、Steamで英語版が配信され、日本語字幕に対応。
2021年にはテレビアニメが製作、放送された。
2023年12月27日、『マブラヴ』および『マブラヴ オルタネイティヴ』のNintendo Switch版がセットになった『Muv-Luv 20th Odyssey Box』を2024年3月28日に発売予定であることを発表した。移植はfuzzが担当し、発売元はaNCHORが担当する。
2024年4月5日、Nintendo Switch版『マブラヴ REMASTERD』および『マブラヴ オルタネイティヴ REMASTERD』のダウンロード版が2024年4月11日にリリースされる予定であることが発表された。
2025年2月7日、FANZAにてaNTIQブランドで18禁版マブラヴ オルタネイティヴが発売された。2025年4月4日にはDLsiteでも同ブランドより配信が開始された。

## 作風
作中では『君が望む永遠』の涼宮遙と速瀬水月、『君がいた季節』の伊隅みちるなど、âgeの歴代作品のヒロインが登場するスター・システムを採用。
本作には通常のアダルトゲームによく見られる、ヒロイン毎の個別ルートというものが存在せず（前作『マブラヴ』にはある）、一部の演出が僅かに変化する程度で、基本的には一本道であり、性的描写もメインヒロインのみ用意されている。

### 18禁版と全年齢対象版との違い
全年齢対象版が2006年9月22日に発売された。俗に「全年齢版マブラヴ オルタネイティヴ」などと呼ばれているが、正式には18禁版同様『マブラヴ オルタネイティヴ』である。âgeでは「限定解除版」と呼んでいる。
主な変更点は以下の通り。
- JAM Projectフルメンバーによる新主題歌「Name〜君の名は〜」の追加
- 性行為やショッキングなシーンの削除・改変、ならびにそれに付随するシナリオ・テキストの一部改変
- チャプターを選択してシーンを見られる機能の追加
- 一部シーンで主人公のボイス追加

### PC版とXbox 360版とPS3版との違い
- CGのHD化
- 音声の修正
- JAM Projectによる新曲が追加（Xbox 360版）
- GRANRODEOによる新曲が追加（PS3版）

## ストーリー
前作『マブラヴ』UNLIMITED編から3年後、白銀武が目覚めるとそこは自宅だった。「元の世界」に戻れたと浮かれていた武だったが、家の外には3年前に見た光景が広がっていた。カレンダーはあの日と同じ2001年10月22日。武はタイムスリップしただけだったことに落胆していたが、未来を知っている唯一の人間として「オルタネイティヴIV」を完遂させ人類を勝利へと導くべく、国連軍横浜基地の門戸を叩く事を決意した。再び207部隊に編入した武は、3年間の従軍経験と未来の記憶、人並みならぬ覚悟だけでたった一人、戦いに臨む。

## 戦争

### 月面戦争
火星探査機Viking-1 が1958年に初めてBETAに遭遇した後、人類はBETAとの接触をはかり火星に探査機を着陸させたがことごとく失敗。
1967年月面のサクロボスコクレーターを調査中にBETAの襲撃を受け、調査隊は全滅した。国連安全保障理事会は全ての月面要員に月面恒久基地プラトー1への撤退を命令。月面を防衛するため国連憲章43条に基づき国連軍が組織された。しかし宇宙開発条約により兵装を制限された国連軍には警備用の小火器しか手元になかった。また兵站の確立が非常に困難であり、月面への補給を担っていたマスドライバーでは装甲車のような重火器を輸送できなかった。
国連軍は米ソ両軍を主力とする航空宇宙軍を設立、低重力下での戦闘に対応したMMUを月面に送った。月面に補給基地を持たず、月面への兵站も確立されないなか、国連軍はBETAとの消耗戦を強いられた。また月震により巻き上げられたレゴリスは人類の機械を破壊し、人体を脅かした。過酷な環境での月面戦争に国連軍将兵は疲弊し、月面司令官キャンベル大将は「月は地獄だ」と戦場の現実を簡潔に述べている。国連軍はマスドライバーを利用した長距離砲撃で戦況の立て直しをはかった。BETAの侵攻は一時的に止まったが、砲撃は大規模な月震をひきおこし、人類側のレーダーを沈黙させた。結果国連軍は3つの月面基地を喪失、マスドライバー砲撃は中止となった。
1970年アメリカは機械化歩兵装甲「ハーディマン」を投入。3次元機動を可能にした人類初のFP（フィードバック・プロテクター）はBETAとの戦闘で有効に機能した。FPは月面での過酷な戦争を3年間持ちこたえさせ、戦術機の開発に大きな貢献をはたした。
1973年BETAの地球侵攻が開始されると国連軍はプラトー1の放棄と月面からの撤退を宣言。人類初の地球外戦争は人類の敗北に終わった。

### カシュガル戦争
1973年BETAが地球侵攻を開始、新疆ウイグル自治区カシュガルにBETAの着陸ユニットが降下し、最初のハイブが建設された。異星起源文明の技術独占を図った中国政府は国連軍の参戦を固辞。人民解放軍にBETAへの攻撃を命じた。
月面の戦争とは違い重火器の集中運用に成功した人民解放軍は戦況を優位にすすめたが、開戦から19日目に航空戦力を無力化する光線級BETAが出現すると形勢は逆転。人民解放軍は敗走し、中国政府はソ連政府に救援を要請した。中ソ両軍は戦術核を利用した焦土作戦でBETAの侵攻を食い止めようと試みたが、効果はなくBETAは西進を開始。中東アジア、中央アジアが戦場となった。また戦術核の集中投下は核の冬を到来させ、世界的な寒冷化により各地で餓死者が続出した。

### ソ連国土防衛戦
カシュガルから西進を開始したBETAはソ連を構成する中央アジア諸国へと侵攻。ソ連軍は戦術機による機動防御や戦術核による焦土戦術を展開したが効果はなく1975年にはカザフスタンにウラリスクハイヴ(H3:甲3号目標)が建設された。ソ連軍はソ連経済の心臓部であるスターリングラードなどヴォルガ河流域の重工業地帯を守るためコーカサスに防衛線を構築したがBETAの攻勢によって突破された。共産党政府はヨーロッパロシアの放棄を決断し、首都機能をハバロフスクに移転させ、国内主要産業の疎開を開始した。
1976年には首都モスクワが陥落、白ロシアにミンスクハイヴ(H5:甲5号目標)が建設され、1977年にはBETAがウラル山脈にまで到達、ソ連軍は戦力をウラル以東に退避させた。

### パレオロゴス作戦
ミンスクハイヴ(H5:甲5号目標)、1978年当時フェイズ3、76年に形成されたミンスクハイヴは、ソ連-欧州の主要連絡線であるモスクワ街道の中心に位置しており、欧州の人口密集地域がBETAの直接脅威に晒される事になった。この危機に対し、北大西洋条約機構(NATO)軍、ワルシャワ条約機構(WTO)軍の両司令部は、東欧州戦線の安定化を図るため、ミンスクハイヴ排除を目的とした一大反攻作戦を計画。西欧州、ウラル以東に退避させた兵力を再配置した後、秘匿名称『パレオロゴス作戦』の下に攻勢を開始した。
オルタネイティヴ3計画本部より提供されたデータから、BETAに対する陽動の有効性を認識したNATO・WTO合同司令部は、陸上戦力に優れていたWTO軍を主力、NATO軍を助攻兼陽動とし、東西からミンスクハイヴを中心とした突出部を挟撃。周辺ハイヴからの浸透を排除しつつ、約二ヶ月の戦闘の後にこれを完全に包囲。この時点で、各国の軍主力は30%近い損失を被っていた。
その後、ソ連空挺軍によるハイヴへの強襲空挺降下など、いくつかの方法でハイヴ突入が試されるが、そのいずれもが失敗に終わる。この事態を受け、NATO軍からは戦術核によるハイヴの破壊を唱える声があがったが、ソ連軍首脳がハイヴ内のG元素奪取を強硬に主張。ソ連軍第43戦術機甲師団、「ヴォールク」連隊が人類史上初のハイヴ突入に成功するが、約3時間半で連隊は全滅。この後、ハイヴから出現したBETAの反撃で戦線は押し戻され、作戦は失敗に終わった。

### 欧州防衛戦
1979年BETAはポーランドへの侵攻を開始した。パレオロゴス作戦で消耗していたポーランド軍は短期間に崩壊、避難がすむまもなく首都ワルシャワが陥落した。政府首脳はワルシャワからの脱出中に戦死、政府機能を失ったポーランドは混乱し、逃げ遅れたワルシャワ市民100万人が犠牲となった。東ドイツを中心とするワルシャワ条約機構軍がポーランドへ出動。ポーランド避難民を保護しながら絶望的な撤退戦を繰り広げた。最終的にポーランドは1500万人が犠牲となった。
次にBETAの標的となった東ドイツはオーデル・ナイセ流域に絶対防衛戦を構築。国力の8割を防衛戦に投入し79年～83年までBETAの侵攻を食い止めた。戦術機運用で先進的な理論を生み出していた国家人民軍はBETAとの戦闘を通じてレーザー級を排除するレーザーヤークトを確立させた。後にレーザーヤークトは東側だけでなく西側の軍隊にも導入された。
1983年BETAがオーデル・ナイセへの大攻勢を開始すると、東ドイツでは国家保安省シュタージが政権を掌握し、対BETA戦に特化した軍事統制国家の建設をめざした。国家人民軍改革派はクーデターにふみきり、シュタージ政権を打倒。NATO軍や国連軍を領内にひきいれ、BETAの侵攻を食い止めている。
1984年に両ドイツは陥落したが、NATO軍やドイツ軍のダンケルク作戦により、国民の避難を成功させ、人口を保全した。
1985年にはパリが陥落。1987年にはイギリス本土にBETAが上陸した。戦術機戦力の拡張を進めてきたイギリス軍は亡命各国軍とともに反撃を開始。首都ロンドンを奪還し、本土からBETAを駆逐した。イギリスは欧州で唯一国土を保全した国家となり、欧州反攻の拠点として機能することになる。

## 世界観
EXTRA編の武がいた「元の世界」の史実は殆ど現実世界と変わらない設定だが、UNLIMITED編や本作の物語の主体である「並列世界」の史実は1869年から、特に1944年以降が大きく異なっている。

### 国際情勢

#### 日本帝国
国内情勢
第二次世界大戦（大東亜戦争）において日本は1944年に連合国と講和条約を締結し、敗戦はしたものの日本は原爆攻撃を受けていない（原爆は連合軍による欧州反攻時ドイツに2発投下されている）。しかし、国号は「大日本帝国」から「日本帝国」となっている。
終戦後、日米間で安全保障条約が結ばれ、在日米軍が駐留していたが、1998年の日本本土へのBETA侵攻に伴う本土防衛戦の際に米国政府（米軍）は友軍だけでなく避難民をも犠牲にするのを承知の上で「核兵器もしくはG弾による殲滅作戦」や「首都・京都の放棄」などの焦土化戦略（G弾ドクトリン）を前提とした作戦方針を強硬に主張、この作戦方針を巡り帝国政府と相次いで対立したため、米国は「日本帝国の度重なる命令不服従」を口実に日米安保を一方的に破棄、在日米軍も即日撤退させたが、同条約が破棄された後も明星作戦や12・5事件の際に国連軍の一部として米軍が派遣され、友軍や民間人をためらいなく犠牲にする作戦行動や内政干渉（日本主導による「オルタネイティヴIV」に対する妨害工作などの説もある）とも取れる軍事介入が繰り返された経緯からも、日本帝国における反米感情は強い。
首都は大政奉還後も京都に置かれ、東京は経済中心地として発展してきた。しかし、BETAが日本に侵攻した1998年に京都が壊滅したため東京に遷都している。
政治体制は内閣総理大臣を中心とする“元の世界”とは異なり、「皇帝」を日本帝国の元首とし、五摂家(煌武院家・斑鳩家・斉御司家・九條家・崇宰家)当主の中から選ばれ、皇帝より任命された「政威大将軍（将軍）」が政務と軍の指揮権を委譲されるという形で統治しており、その下に内閣が位置している。本来内閣は将軍の政務を補佐する役割にあるが、将軍を「お飾り」と見下す閣僚たちによって統帥権干犯が繰り返され、現実には将軍の意思が政治にはほとんど反映されていないのが実情である。このことが、帝国軍の一部青年将校によるクーデター「12・5事件」における決起理由の一つとなった。
日本帝国の軍組織
日本帝国では、国防省指揮下の本土防衛軍（陸軍）・海軍・航空宇宙軍の3軍の他、城内省が管轄する斯衛軍の計4個軍で構成されている。
本土防衛軍（陸軍）
陸軍は海外派兵や98年の本土防衛戦などで戦力を損耗し、2001年の時点では陸軍残存戦力のほぼ全てが本土防衛軍に編入されている。
本土防衛軍は統合参謀本部の直接指揮下にあり、現実の陸上自衛隊と同じ北部・東北・東部・中部・西部の5個方面軍体制で編成、BETAの上陸に備えて即応態勢が維持されており、作戦内容や戦況に応じて海軍・航空宇宙軍が本土防衛軍に編入されることになっている。
海軍
海軍では大和型戦艦（大和・武蔵・信濃・美濃）は大東亜戦争で沈むことも空母に改装されることもなく全て健在で、2001年の時点で改装型の改大和型戦艦（出雲・加賀）、後継型の紀伊型戦艦（紀伊・尾張）合わせて8隻の戦艦を保有、世界最大・最強の戦艦による対地砲撃能力を誇っているが、空母は保有しておらず、戦術機の輸送はタンカーの設計を流用して開発された専用の揚陸艦を使用している。
航空宇宙軍
空軍は航空宇宙軍として再編成を受け、米国から供与された装甲駆逐艦を用いた爆撃や軌道降下作戦を中心とした作戦行動と低軌道上のデブリ回収などを中心に活動している。
斯衛軍
斯衛軍は将軍家及び五摂家（縁者含む）の警護を主任務とする日本独自の武装組織であり、組織としての位置づけは皇宮警察に近いが、部隊の編成や人事交流などの面は旧陸軍の近衛師団に近い。
帝国軍との人事交流や作戦などにおける連携は常に保たれており、また、各種作戦などで帝国軍と連携し「将軍や五摂家の人間が自ら前線に立つ」ことで帝国軍の士気高揚を招くなどのメリットもある。甲21号作戦では第16斯衛大隊が帝国軍の予備兵力として参加、帝国軍の窮地を救うなど、世界最強たる斯衛軍最精鋭の名に相応しい活躍を見せている。

#### アメリカ
米国はBETAの直接侵攻を受けておらず、対BETA戦における軍事力の消耗もほとんど皆無である点や、兵器開発などの生産能力については他国の追随を許さず「米国は人類の兵器廠」と揶揄されるほど国力が安定していることから、数の論理により世界最強の座をほしいままにしている。しかし、金本位制復活をちらつかせた経済支配や戦術機の配給などを巡る政治的圧力、国連軍を隠れ蓑にした強引な軍事介入だけでなく、五次元効果爆弾（重力干渉兵器の一種、通称「G弾」）の積極利用による焦土化戦略を念頭に置いた「G弾ドクトリン」と地球圏の放棄・脱出を提唱（1997年「オルタネイティヴV（予備計画）」として採用）しており、実際にも1999年に実施された明星作戦の際に国家間事前協議を無視し、事前通告なしに2発のG弾を使用。米軍以外の友軍部隊をためらいなく犠牲にするなどの強引な軍事行動に出ることも珍しくないため、BETA大戦が長引くのに比例するように反米感情を抱く国々が増えつつある。

#### ソビエト連邦
この並列世界ではソ連は崩壊せずに残っている。国土の大半がBETAの侵攻を受けたが、1978年の「パレオロゴス作戦」失敗後は徹底抗戦によって戦力を消耗するのは得策ではないと方針を転換し、戦力を温存しながら極東地域まで後退。現在は東シベリアとアラスカの租借地で国力を維持（共産党政府はアラスカのセラウィクに退避）している。また、「全人民軍属化政策」によりいまだ強大な軍事力を有しており、中国と並んで対BETA戦闘の経験が最も豊富な点や、ソ連と同様BETAによって壊滅的打撃を受けたユーラシア諸国に接近し、安価で高性能な戦術機を提供（ソ連は世界第2位の戦術機輸出国でもある）するなどの支援活動を行っていることもあり、国際社会での政治的影響力も大きい。また、日本帝国とともに極東防衛を担っている関係から、極東地域のハイヴに対する漸減作戦などにおいて日ソ間で共同作戦を行うことも多い。

#### 欧州、アジア等
ソ連と同様にBETAの侵攻を受けた国々の多くはアフリカ（主にEU諸国）やオセアニア（主にアジア諸国）などに臨時政府を樹立、租借地を確保し難民や企業の移転を進めている。その中でも、アフリカ連合はEU諸国からの難民及び臨時政府の受け入れによって経済が著しく発展しているものの、対BETA戦争においては軍の出番が少なく、国際社会での発言力維持を狙った政治的連合としての色合いが強いものになっている。
欧州諸国では英国が中心になり、EU諸国だけでなく東欧（東欧州社会主義同盟）諸国、スイスなどの中立国も参加して大規模な軍事同盟を締結、要塞化したドーバー海峡の基地群や地中海、黒海沿岸の島嶼部に建設した前線基地で各参加国の部隊と合同で防衛に当たりつつ捲土重来の機を窺っているものの、BETA相手の消耗戦が続く中、欧州全域を包囲する長大な戦線を維持するためには兵力・物資が不足し始めていることで苦境に立たされている状況にある。
また、同様にBETAの侵攻で国土の大半を失った中華人民共和国は中華民国（台湾）と共闘（国共合作）し、「統一中華戦線」として台湾海峡の防衛を中心とした軍事行動を展開しているが、両国間の歴史的禍根も深く、また、東西の兵器体系や運用思想の違いから様々な問題が浮き彫りになり、現場レベルの対立は今なお残っている。
他にも、中東のイスラム諸国が宗派間の対立を超えて結成した「中東連合」や東南アジア諸国による「大東亜連合」のように近隣諸国の軍事同盟から国家共同体へと発展した国々もある。

#### 国連
軍事面では、各国とも国連軍によって一元化された指揮系統の下で国土奪還の機会を狙っているものの、その国連はBETAの侵攻を受けていない米国が実権を握っていると言っても過言ではなく、その米国が国連軍を隠れ蓑に各地で政治的介入を繰り返しているため、日本やEU諸国、ソ連などの東側諸国の中には「国連は米国の傀儡」だと不信感・嫌悪感を抱いている者も多い。
また、領土を失った国々（避退国）の軍隊もそのほとんどが国連軍に参加しているが、国連を拠り所として士気も高いこれら避退国軍の多くが生還も望めないほどの激戦地・最前線に投入されたこともあり、反米感情や国連への不信感が強い国々の中には国連の影響下に入ることを嫌い、大東亜連合のように独自の軍事同盟を締結するケースも見られる。
国連で進められているオルタネイティヴ計画の中には、専属の特殊部隊が編成されているケースもある。その中でも、国連太平洋方面第11軍・横浜基地所属の特殊任務部隊A-01（正式名称「オルタネイティヴ計画第1戦術戦闘攻撃部隊」）は、横浜基地副司令・香月夕呼博士が最高責任者を務めるオルタネイティヴ第4計画専属の非公式部隊として独立した作戦行動をとっている。編成上は国連軍所属の戦術機甲部隊だがその存在は秘匿されることも多く、また、任務の過酷さから損耗率も激しいため、当初は連隊規模だった編成も、2001年10月の時点では第9中隊（ヴァルキリーズ）を残すのみとなっている。国連軍では唯一94式戦術歩行戦闘機「不知火」が配備されていたが、先述の事情によりその目撃例は極めて少ない。ちなみに、第9中隊の通称「伊隅戦乙女中隊（イスミ・ヴァルキリーズ）」の由来は、隊長の伊隅 みちる大尉以下中隊所属の衛士12名が全員女性（唯一の男性隊員・白銀 武を除く）だったことから、北欧神話の主神オーディンに仕える12人の戦乙女に因んでいる。なお、日本帝国内では国連軍出身の衛士は外様扱いされる傾向にあるが、中には“戦乙女”の個人章を持つ同中隊出身衛士のように、国連軍出身ながら周囲からの信頼を得て部隊の支柱的存在となった衛士もいる。
科学技術も、軍事方面では、ダイダロス計画(実際には1973年から)が1950年、ヴァイキング1号による火星探査(同1975年)が1958年、国際月面基地の建設(同2022年現在実現できていない)が1966年に完了しているなど、実際より格段に進んでいる。しかしその技術を他方面に割く余力はなく、例えば娯楽といえば軍人でさえ「おはじき」「あやとり」「お手玉」「けん玉」「将棋」などで、家庭用ゲーム機は開発されていない。
物語が始まる2001年10月22日時点では世界の総人口は約10億人で、日本の人口も7,400万人程度になっている。

### 略年表
1944年
日本帝国と連合国の間で講和条約を締結（事実上の条件付き降伏）したことにより、大東亜戦争が終戦。
1950年
NASAとESAの主導による太陽系外惑星探査計画「ダイダロス計画」及び同計画に関連する準備計画が逐次スタートする（日本の参加は1955年から）。同年、日米安全保障条約が締結。
1958年
米国探査衛星「ヴァイキング1号」が火星に到達。生物らしき影が映った画像データが地球に送信される。後に軌道上からの観測により火星全体に生息していることが確認され、翌年にこの「火星起源種」に関する調査を目的とした特務機関「ディグニファイド12（後の「オルタネイティヴ計画」の前身）」が結成される。
1966年
特務機関「ディグニファイド12」を改編・拡充し、地球外生命体とのコミュニケーションを目的とした対話計画「オルタネイティヴI」を発動。
1967年
国際恒久月面基地「プラトー1」にて地質調査チームが月面に火星に存在する生物と同種の存在を確認、ファーストコンタクトを図るが、同種生命体の襲撃により調査チームの全員が死亡（サクロボスコ事件）。後に国連によりこの生物を「BETA」と命名。
1968年
「オルタネイティヴI」を破棄し、BETAの捕獲及び生態調査を目的とした「オルタネイティヴII」発動。
1973年
4月19日、中国・新疆ウイグル自治区喀什（カシュガル）にBETAを満載した降下ユニットが飛来。中国軍は当初「内政問題」として国連軍の受け入れを拒否、単独でBETA殲滅作戦を展開するが、光線属種の登場により制空権を奪われると戦局は悪化の一途をたどり、ソ連軍の支援を受けてもなお、戦線を押し戻せないまま一方的に蹂躙され敗走を続けた。これに前後して国連は月面基地の放棄と月からの撤退を決定、月がBETAの勢力下に入る。また、これに前後してBETAの思考リーディングを目的としたソ連主導の調査計画「オルタネイティヴIII」を発動。
1974年
7月6日、カナダ・サスカチュワン州アサバスカにBETAの降下ユニットが飛来するも、米軍による戦術核の集中運用で殲滅させる。しかし、この核攻撃によりカナダの東半分が核に汚染された“死の大地”となる。同年、米国による宇宙空間でのBETA迎撃を目的とする「戦略防衛構想（SDI計画）」が発表され、人類初の実戦型戦術歩行戦闘機（戦術機）・F-4「ファントム」の配備も開始される。
喀什に飛来したBETAは大地もろとも都市を蹂躙・殲滅し、ユーラシア大陸のほぼ全域を支配することになる。この年までに世界人口の約3割が死亡。
1978年
欧州連合、ソ連、ワルシャワ条約機構各軍合同による東欧州での本格的大反攻作戦「パレオロゴス作戦」が実施されるが、作戦方針の違い（欧州連合軍内部でも、西独軍が「BETA殲滅とハイヴ制圧」を目的としていたのに対し、仏軍は「侵攻遅滞による防衛」を唱え、作戦そのものに反対。当初はこの仏側の姿勢を「消極的」だと批判されていたが、後に対BETA戦略が見直されると、戦力温存を図ったものとして再評価される傾向にある）などから各国軍同士の連携がとれず、大敗北を喫してしまうものの、ソ連軍第43戦術機甲師団のヴォールク連隊がミンスクハイヴ（H:05）突入に成功、連隊がほぼ全滅（F-4ファントム27個小隊、戦闘車輛240輛、その他歩兵等約4300名のうち生存者はわずか14名のみ）したのと引き替えにハイヴ内部構造のデータ（ヴォールク・データ）入手に成功する。なお、この作戦で得られた戦訓や実戦データを元に、その後のBETAに対する戦術・戦略の両面で大幅な見直しが実施されることとなる。
1980年
日本帝国において徴兵制度が復活。当初は20歳から40歳の成人男子が対象だったが、その後数度の改正によって徴兵対象が男子だけでなく女子にも拡大され、対象年齢も引き下げられたことで、2001年現在日本帝国は実質的な国家総動員体制下にある。
1987年
日本帝国およびオーストラリア、国連常任理事国入りを果たす（ただし、拒否権は2007年まで凍結）。
7月、米国でBETA由来元素の分析と運用法の模索を目的とした「サンタフェ計画」により開発された五次元効果爆弾（G弾）の起爆実験「モーフィアス実験」に成功。この実験成功により米国は対BETA戦略を「G弾ドクトリン」による焦土化戦略へと方針を変更し、袋小路に陥っていた戦略航空機動要塞開発計画「HI-MAERF計画」が凍結（同計画は2001年に「オルタネイティヴIV」に接収）される。
1992年
インドのボパールハイヴ（H:13）攻略を目的とした「スワラージ作戦」を実施。作戦自体は失敗に終わったが、この作戦で初めて軌道爆撃や軌道降下部隊が投入され、この後のハイヴ攻略作戦における基本戦術が確立されることになった。また、同時にF-14AN3「マインドシーカー」を運用する「オルタネイティヴIII」直属のソ連軍特殊偵察部隊・フサードニク中隊によるリーディングデータ収集が数回行われたが、こちらも満足な成果が得られず失敗に終わっている。
1995年
「オルタネイティヴIII」で得られた成果を接収した日本帝国主導の対BETA諜報計画「オルタネイティヴIV」が発足。これに伴い、日本帝国軍の基地・施設（千歳、三沢、岩国、嘉手納）が国連軍に提供される。また、人口の激減による兵士不足解消を目的とした国連の「ブルーブック計画」が発動する。この年までに世界人口の約半数が死亡。
1997年
「ダイダロス計画」の大型無人探査機「イカロスI」からのデータ受信により、蛇遣い座バーナード星系に地球型惑星が存在していることが確認された（ただし、この翌年NASAとESAは「無人探査機からの通信途絶によりダイダロス計画は失敗した」と共同声明を発表しており、焦土化作戦を強行しようと目論む米国がデータを捏造した可能性も示唆されている）ことにより、国連は米国の圧力に屈する形で移民船団による地球圏脱出と「G弾ドクトリン」に基づいた焦土化作戦によるBETA殲滅を目的とした予備計画「オルタネイティヴV」を承認。これ以降、米国の焦土化戦略「オルタネイティヴV（「G弾ドクトリン」）」推進派と、G弾脅威論を抱く「オルタネイティヴIV」支持派、「プロミネンス計画」を支持する反オルタネイティヴ勢力に分かれ、国連内部でそれぞれがロビー活動を繰り広げることになる。
1998年
1月、朝鮮半島南部における国連軍・大東亜連合軍の撤退を支援する「光州作戦」が実施されるが、日本帝国派遣軍の司令官だった彩峰萩閣中将が大東亜連合軍とともに避難民救出を優先した結果、戦線が崩壊し国連軍司令部が壊滅、指揮系統の混乱を招いてしまう（「彩峰中将事件」、「光州作戦の悲劇」とも呼ばれる）。作戦終了後、国連は戦犯として彩峰中将の身柄引き渡しを要求するが、内閣総理大臣・榊是親の尽力により「日本国内で厳正な処罰を下す」ことで国連を納得させる。しかし、彩峰中将の罪状が「敵前逃亡」とされたことが、後の12・5事件へとつながる禍根を残すことになった。
7月初頭、喀什から東進してきたBETAが北九州に上陸。台風上陸が重なったことも災いして一般市民の避難すら満足に行うことができないまま九州・四国・中国がわずか一週間で壊滅。犠牲者は3600万人（日本人口の30%）にも上った。斯衛軍主導による首都防衛戦が展開されたが、BETA上陸から1か月後には首都京都が陥落。京都陥落直前までに皇族、政府機能、一般市民の避難を完了させ東京へ遷都。最終的にBETAは関東の西半分まで侵攻、横浜でのハイヴ建造を許してしまう。この際、帝国陸軍白陵基地が壊滅。同年、日米安保条約破棄及び、同条約破棄に伴い在日米軍が撤退。
1999年
8月5日、極東防衛の要衝である日本の陥落を回避するため、大東亜連合軍を主力とする国連軍の本州奪還作戦「明星作戦」が発動される。しかし、当初「フェイズ2」と予測されていた横浜ハイヴの地下茎構造が当初予測を上回る大規模なものだったことから突入部隊の反応炉到達は不可能と判断され、作戦の見直しを巡って揺れる中、国連軍の一部として介入した米軍が事前通告なしに2発のG弾を使用。結果的に人類初のハイヴ攻略となる横浜ハイヴ攻略と佐渡島（甲21号目標）を除く国土奪還に成功するが、G弾の起爆に巻き込まれて犠牲になった部隊も多く、また、重力異常や植生破壊などに代表される原因不明の副次的被害や、使用されたG弾の威力や効果範囲が理論値を大幅に下回っていた事実の隠蔽が発覚したことなどが「BETA由来技術に依存した不安定で危険な謎の新兵器“G弾”」に対する脅威論を醸成し、同時に日本帝国における反米感情も極限（敵意）の域にまで高まることになる。作戦後、横浜ハイヴ跡地で国連太平洋方面第11軍・横浜基地建設に着手（基地は翌年に稼動を開始）。

## BETA
BETA（ベータ）とは Beings of the Extra Terrestrial origin which is Adversary of human race（人類に敵対的な地球外起源種） の略。人類と同様の炭素系生命体だが地球上（地表・地中・深海）だけでなく真空中でも活動が可能であり、地球上における生物学の常識を逸脱している。体内には暗赤色の体液が流れているが、その体液を含めBETAの肉体を構成している物質や、生物的な役割などは判明していない。

火星や月は既にBETAに支配されており、地球では1973年のBETA来襲以来、28年間にも渡って人類との戦争が続いている。人類は再三BETAと接触しているが、生命体として認識されていない。BETAに対するコミュニケーション手段は一切不明だが、文明や共通の言語を持たない複数種の生物が高度な社会性をもって機能を分担し、連携して人類に対する攻撃を繰り返している。また、BETAの生態系についてはほとんど解明されておらず、外見や戦闘能力に応じて便宜的に区分されているのが現状である。劇中の2001年においても地球に存在するすべてのBETAが判明しているわけではなく、後述の母艦級など、新たに発見されるケースや、各戦線から未確認のBETAの断片が発見されることがある。
BETAの戦術は基本的に圧倒的な物量によるごり押しであるが、次第に有人兵器を識別し、脅威度の高いものから排除するようになっていった。ただし基本戦術は変わらない。
地球に来た目的なども不明だが、『ハイヴ』と呼ばれるBETAの「巣」から外宇宙へシャトルのようなものを発射しているのが確認されている。地球周辺の宇宙空間も既にBETAが支配しているが、衛星軌道上の人工衛星や、ラグランジュ点で建造中の地球脱出用宇宙移民船などは攻撃を受けていないため、BETAは地球そのものに対して、何らかの目的があると思われている。
地球上で確認されているのは以下の種類。
光線属種
光線（レーザー）属種は小型の「光線級」と大型の「重光線級」「超重光線級」の3種が確認されている。光線属種が放つレーザーは大気や気象条件による威力の減衰が期待できない程の高出力を持ち、捕捉されると逃げられず、戦術機の装甲でも数秒しか耐えられない。また、味方への誤射は絶対にせず、標的との直線軸上に他のBETAが存在すると発射行動をしなくなるが、射線上のBETAが連携し、一斉に射線を確保する行動をとることもある。標的を捕捉し照射準備に入ると動きが止まり、標的の追尾以外行動をとらない。一度レーザーを照射すると、再照射までエネルギーを充填するためのインターバルをとる。再照射までのインターバルは光線級で12秒、重光線級で36秒かかる。
1990年代に入ってからは軌道爆撃によるAL（アンチレーザー）弾爆撃とMRV（多弾頭再突入体）の被撃墜による重金属雲の形成によって光線属種の無力化を図り、地上の支援砲撃部隊が光線属種の殲滅を目的とした面制圧を実施、その後戦術機を主力とした制圧部隊を投入する戦術が主流になっている。
光線級の原種は“射出体”の打ち出しや岩盤溶解作業などに用いられていたBETAで、中ソ連合の航空作戦や爆撃に対処するため光線級の原種が対空任務に転用され、光線級と重光線級に進化を遂げたとされる。
レーザー照射器官などを除き、光線級と重光線級との生物学的な共通点はない。
光線級
全長：1.2m / 全幅：1.6m / 全高：3m
学術名「Luxcius：duo oculus」 / 俗称「ルクス」
防御力、耐久力は低いが、高出力レーザーは、高度1万メートル程度であれば30kmも離れた標的を撃ち落す程の威力を持つ（それよりも低い高度だといくらか大気による減衰が加わるため有効射程は短くなる）。俊敏だが防御力は低く、近接戦闘であれば戦術機四肢による打撃や歩兵携行火器でも十分に撃破することが可能。公式設定資料集によれば最大で半径200〜300kmの射程になる。（地球を平面かつ障害物がなにもない状態での射程とされている）
一般的に光線級という場合は、重光線級を含めた光線属種のことを指す。
アニメ「トータル・イクリプス」「シュヴァルツェスマーケン」の販促活動の一環としてマスコットキャラクターのような扱いを受けており、人間大の着ぐるみが作られ、同作のDVD/Blu-rayソフトのCMに登場している。この着ぐるみは照射機関部にライトを仕込んであり、レーザー発射時の様子を再現できる。また交互に光らせたりも可能。実際にCMで行っていた。

重光線級
全長：15m / 全幅：11m / 全高：21m
学術名「Magnus Luxcius：nioculus」 / 俗称「マグヌス ルクス」
高出力レーザーは大気による減衰が全く期待出来ないほどの出力を誇り、高度500m程度の低空で進入した飛行物体を約100km手前で撃ち落してしまうことが可能（海抜0m、更地での照射を想定）。戦艦の耐熱耐弾装甲も十数秒で蒸発させる威力があり、射程は成層圏までカバーできるものと推定されている。公式設定資料集によれば最大で半径1000km以上の射程になる。（地球を平面かつ障害物がなにもない状態での射程とされている）弱点の照射粘膜には瞼のような保護膜があり、相当な強度がある。

超重光線級
全長：不明 / 全幅：不明 / 全高：不明
学術名：未定 / 俗称：未定 / 暫定識別名「г標的（ゲーひょうてき）」
ゲーム版「トータル・イクリプス」に登場。重光線級をも遥かに凌駕する巨大な光線級BETAであり、桜花作戦と同時に実施された陽動作戦においてユウヤとイーニァの前に立ちはだかる。ゲーム中では他の光線級BETAと違い味方への誤射や巻き添えを一切省みずに攻撃を行うかのような描写があったが、巻き込まれていたBETAはすべて死骸である。
体内に反応炉を持っており、そのレーザーは重光線級BETAの物よりも遥かに高出力・高威力でたったの一撃で数百もの部隊を壊滅させてしまう程。また、低出力のレーザーならインターバル無しで連射することも可能であり、また、光線級BETAでありながら要塞級BETAのような無数の鞭による近接戦闘も可能である。

大型種
大型種は以下の3種が確認されている。
要撃級
全長：19m / 全幅：28m / 全高：12m / 最大全幅：39m
学術名「Rrabidusius：bracchium acutas」 / 俗称「メデューム」
要撃（グラップラー）級は頑強な前腕が特徴で、大型種の約6割を占める。その近接戦闘能力は非常に高く、その前腕の攻撃力は一撃で戦術機を大破させるほど。大きい割には俊敏であり旋回機動能力も高い。前腕部の硬度はモース硬度15以上、ダイヤモンド以上の硬さとカルボナード以上の靭性を誇る。
人間の顔のように見える部分は尾節で、歯を食いしばった口のように見える感覚器によって高い対人探知能力を有する。
伊隅大尉曰く、「戦場でもっとも多く出会うお友達」。
突撃級
全長：18m / 全幅：17m / 全高：16m
学術名「Impetusis：arma duras」 / 俗称「ルイタウラ」
突撃（デストロイヤー）級は直線的な高速機動に優れ、最高時速170kmの高速で自ら対象物に激突、破砕する突撃戦術を中心とするBETA。前方は要撃級の前腕と同程度の硬度を誇る装甲殻に覆われているため防御力は高い。この前面装甲殻を武器とした突撃戦術による破壊力は強大で、まともに正面からぶつかれば大破・即死は免れない。ただし旋回能力や俊敏性、対人探知能力は全BETA中で最低。現在までに確認されているBETAの中では最大の防御力を誇るが、装甲殻に覆われていない後方は防御力が低く、後方占位での攻撃ならば対戦車ミサイルなどの歩兵携行火器での撃破も可能。その特性故、ハイヴ坑内では特に脅威となる。実は双頭である。
要塞級
全長：52m / 全幅：37m / 全高：66m
学術名「Pergrandium：tria corpus」 / 俗称「グラヴィス」
要塞（フォート）級は地球上で確認されているBETAの中ではかなり大型の種。10本足だが、体の構造は昆虫に似ている。防御力と持久力が高いが、とてつもない巨体のため動作は比較的緩慢で、対人探知能力も低い。尾節には全長50mもの触手があり、その先端にはかぎ爪状の衝角（モース硬度15以上）がある。触手の先端（衝角）からは強酸性溶解液が分泌される。この衝角もダイヤモンド以上に硬く、図体に似合わない器用さでこれを振り回してくるため、側方・後方にも死角は存在しなくなっており迂闊な接近は危険。その威力はたやすく戦術機を貫通するほど。また、10本の脚による打撃は要撃級のそれに勝るとも劣らないうえ、先端が鋭くなっているため踏みつけられると戦術機といえど串刺しになる。
36mm砲ではほとんど効果がなく、120mm砲でもダメージは与えにくい。120mm砲か近接戦闘で、三胴構造各部の結合部と関節部を狙うのが望ましいとされている。
胎内から小型種が出現するという事例が報告されている。

小型種
小型種は3種が確認されている。特徴として対人探知能力は極めて高く、動きが俊敏。攻撃力も防御力も高くはないが、大群で攻めてくる。
戦車級
全長：4.4m / 全幅：1.9m / 全高：2.8m
学術名「Manderium：ungulam crus」 / 俗称「エクウスペディス」
戦車（タンク）級は全BETA中最大の個体数を占める小型種。高い機動力を誇り、不整地でも時速は80kmでの行動が可能。単体なら歩兵の重機関銃でも対処可能だが、常に数十から数百以上の群体で侵攻してくるため、近接戦闘は回避するように推奨されている。対人探知能力が極めて高いうえ、戦術機の装甲も噛み砕いてしまうほど顎が強く、装甲車両や戦術機ごと喰われた兵士の数は計り知れない。ハイヴ坑内では多く出現する。硫黄に似た独特の臭気を持ち、体液は金属臭がする。
闘士級
全長：1.7m / 全幅：1.5m / 全高：2.5m
学術名「Agilisis：naris prolix」 / 俗称「バルルスナーリス」
闘士（ウォーリアー）級は現在確認されている最小の二足歩行種。俊敏で対人探知能力も極めて高く、象の鼻の様な前肢は、人間の頭をもぎ取るほどの力を持つ。防御力が低いため歩兵の小銃や拳銃による攻撃でもダメージを与えられるが、俊敏なため命中させるのが容易ではない。
兵士級
全長：1.2m / 全幅：1.4m / 全高：2.3m
学術名「Venarius：caput grande」 / 俗称「ヴェナトル」
兵士（ソルジャー）級は1995年に初めて確認された新種で、地球上で確認されているBETAの中では最小の多足歩行種。対人探知能力は全BETA中で一番高い。俊敏で腕力も人間の数倍もある。しかし、全BETA中で一番弱いため、機械化強化歩兵でも十分撃破することが可能。人間に類似する部分が多い外見と出現時期などから、人類を参考に生み出された可能性が示唆されている（実際、戦闘中に捕獲・捕食した人類を原料として生成されている）。ちなみに、「あ号標的」からの指令によって人類を直接捕獲し、人体実験を行っていたのもこの兵士級である。

その他
母艦級
全長：1800m / 全幅：176m / 全高：176m
学術名：未定 / 俗称「メガワーム」
母艦（キャリアー）級はオリジナルハイヴのあ号標的寸前で初めて実体が確認された最大級の新種個体。桜花作戦後の正式命名以前は未確認大型種と呼称されていたが、一部では空母級・列車（トレイン）級と呼ばれていた。シールドマシン状に配置された牙を用いて地下を掘り進むことが可能であり、正面中央にある口を開閉させることで内部にBETAを収容することも可能。その内部は大型種すらも多数収納することができるほど広く、光線級や突撃級だけでなく、今まで「ハイヴ内で出会う事は無い」と考えられていた要塞級まで出現させている。ちなみに、桜花作戦で記録された振動パターンに類似する信号が佐渡島や横浜でも確認されており、ユーラシア大陸各地に分散するハイヴを中心に相当数の個体が生息しているものと推測されている。
門級
全長：不明 / 全幅：不明 / 全高：不明
学術名：未定 / 俗称：未定
門（ゲート）級はハイヴの大規模地下茎構造部の隔壁として機能する固定種。隔壁開口部、脳幹節、導管からなる単純な構造で、脳幹が異なる電気パルスの刺激を受けることで分泌する2種類の化学物質によって開閉動作を行う。直径は全高200mのXG-70dが余裕で通過できるほどで、脳幹部だけでも戦術機に相当する大きさである。
重頭脳級
全長：不明 / 全幅：不明 / 全高：不明
学術名：未定 / 俗称「コア」 / 暫定識別名「あ号標的（あごうひょうてき）」
カシュガルにあるオリジナルハイヴ最深部に存在する固着型超大型頭脳種（オリジナルハイヴ・コア）であり、唯一の知的BETA種。地球上の全BETAを統括している。「あ号標的」という識別名は日本帝国軍が暫定的に付けた名称で、日本帝国軍と在日国連軍ではこの名称で呼ばれている。
過去に人類の生態について研究するため、横浜ハイヴのBETAに現地の人類を捕らえさせて様々な人体実験を行わせていた。
基本的に本能のみで動いている他のBETAと違い、高度な知識と自我、驚異的な分析能力を有しており、人類の兵器や戦術を迅速に分析し、ユーラシア大陸に分散するハイヴの頭脳級BETA（反応炉）を介して全てのBETAを指揮・統括する役目を担っている。

## 戦術機

### 概要
戦術機（せんじゅつき）は対BETA戦用人型兵器のこと。正式には「戦術歩行戦闘機（Tactical Surface Fighter）」という。それまでは航空機を中心にした制空権争いが戦闘の主体だったが、BETAの光線属種の出現により航空機の運用が事実上不可能となった。その為、1974年に対BETA戦用に開発されたのが人型兵器「戦術機」である。ネーミングには実在の戦闘機など（日本帝国の戦術機は旧日本海軍の艦名など）の名称や型式番号をそのまま利用している(それらにリンクが張られている場合、基本的には実在の事物を指している点に注意)。
初期の戦術機（第1世代機）には防御力・耐久性等を重視した重装甲の機体が多かったが、1978年の東欧州大反攻作戦「パレオロゴス作戦」で得られた戦訓から、この後に開発される第2世代機の多くは機動力向上に比重が置かれ、耐熱耐弾複合装甲の使用を主要部に限定、機体の軽量化やアビオニクスの強化に伴う機動性の向上が施された。第3世代機は第2世代機の設計思想をさらに発展させ、新素材や複合素材による装甲のさらなる軽量化や主要部品の小型・軽量化による機体のスリム化、データリンクの高速大容量化等により、更なる機動性向上や連携能力付加・向上が図られ、機動性だけでなく、柔軟性、即応性も大幅に向上している。
戦術機は陸戦兵器ではあるが、その実態は「地を歩く航空機」とでも言うべきもので、機体は軽量な炭素系素材で構成されている。腰部に装備する可動式エンジンユニット「跳躍ユニット」にはロケットとジェットの機能を併せ持つハイブリッド・エンジンが搭載されており、瞬発的な機動にはロケットを使用し、持続的に飛行する場合は並行して高圧燃焼されているジェットに切り替えることで加速性能と燃費を両立している。なお急加速にロケットを使うため、アフターバーナーはない。このハイブリッド・エンジンには宇宙開発の副産物である単結晶合金を機関部に使用しているため、既存のものを遥かに凌駕する推力を発揮することが可能となり、完全な状態ならば片肺でも戦術機を十分に飛行させられる。跳躍ユニットはジェット燃料を使用し、跳躍ユニットと主脚内部に充填されている。電磁伸縮炭素帯（カーボニック・アクチュエーター）を使用している機体本体は燃料電池で駆動している。この電磁伸縮炭素帯は機体を駆動させるだけでなく、張力を制御することで機体が発生させる振動を吸収する役目も持っており、巨大でありながら音もなく行動することが可能。
なお、戦術機の運用について日本帝国は「高い近接戦闘能力と機動性」、米国は「地上掃討能力（G弾運用を前提とした露払い）」、欧州連合は「平野部及び閉鎖空間での密集戦術」、ソ連や統一中華戦線は「密集状態での近接格闘能力」を重視しており、装備する兵装も各国の運用方針が反映されるように開発されているが、中にはA-6「イントルーダー」のように橋頭堡確保を目的とした水陸両用型の強襲攻撃機や、スウェーデンで森林・渓谷地帯での運用を考慮して独自に開発した小型戦術機など、用途や環境によって多様化しているとも言える。
管制ユニット（コクピットモジュール）は米国のマーキン・ベルガー社製のユニットで統一（全世界統一規格）されており、日本でも「92式戦術管制ユニット」としてライセンス生産が行われている。操縦系統には強化装備（パイロットスーツ）のヘッドセットを介した間接思考制御により戦術機の操縦をバックアップする機能があるが、衛士の個癖もデータに蓄積・反映されるため、1機の戦術機を複数の衛士が共有するケースはほとんど見られない。管制ユニットには搭載スペースの都合上、大型ディスプレイが装備されておらず、強化装備のヘッドセットに搭載されている高解像度網膜投影システムを使用することで（視力の強弱や眼鏡装着の有無に関係なく）外界の状況や機体のステータス状態を確認することが可能なだけでなく、間接思考制御を併用することによってモードセレクトやウインドウの切り替えなどを任意で行うことも可能である。また、管制ユニットのコネクトシートは強化外骨格のコアフレームも兼ねており、緊急時の脱出（ベイルアウト）が不可能な場合は強化外骨格を起動させ、操縦室の内側から装甲を破壊して脱出するだけでなく、ある程度の自衛戦闘を行いながら味方部隊に合流し、救助を受けることも可能である。
日本帝国軍では純国産機となる94式「不知火」が完成するまでの間、米軍機をライセンス生産した戦術機を使用しており、国産機・ライセンス生産機を問わず対BETA戦を意識した近接戦闘（特に長刀を用いた剣術を重視）能力とモーメントを利用した機体制御による高い機動性を重視した、白兵戦に重点を置いた設計・装備が特徴。その設計思想を極端な形で発展させたのが、斯衛軍専用機となる00式「武御雷」である。また、ハイヴ爆破用に開発されつつも、自決用にも転用が可能な高性能爆弾「S-11」が搭載されているのも特徴の1つといえる。
戦術機の開発史に関しては『HobbyJAPAN』2008年1月号から連載されている『Tactical Surface Fighter in Action（TSFIA）』に詳しい。

### XM3（エクセム・スリー）
- システム音声：花譜（テレビアニメ版）

国連軍横浜基地の第207衛士訓練小隊、及びA-01部隊に所属する戦術機には、207B分隊に所属する武が「バルジャーノンの動きを戦術機でも再現出来たら」という独自の発想を元に基礎概念を立案し、それを元に夕呼が完成させた新型OS「XM3」が試験的にインストールされているため、制御システムに独自の改修が施されている。この新型OS「XM3」は武が元の世界でロボット操縦ゲーム『バルジャーノン』をやり込んだ経験を元に、これまでの戦術機では不可能だった先行入力（機体がマニュアル操作を受け付けない状態の時に、あらかじめ次の行動を入力しておく事でフレーム単位でのロスを無くす操作技術）を可能にし、さらに自動補正される戦術機の姿勢制御を衛士が任意でキャンセルし、戦闘機動時の柔軟な対応（武曰く「キャンセルとコンボ」）を可能とするものである。これにより機体の機動性が飛躍的に上昇し、さらにこれまで誰も真似ることが出来なかった、武が戦術機で繰り出すアクロバティックな動きを、誰でも容易に再現することが可能となった。
2001年11月29日に実施された207B分隊の模擬戦闘訓練では、XM3を搭載した97式「吹雪」を使用した白銀・榊・彩峰チームがXM3未搭載の「吹雪」を使用した御剣・珠瀬・鎧衣チームに対し3対0で圧勝し、12・5事件でもクーデター鎮圧に投入されたA-01部隊の94式「不知火（XM3搭載機）」が所属隊員の半分以上が新米衛士だったにもかかわらず、帝都防衛の精鋭・第1戦術機甲連隊の「不知火」を壊滅させる（A-01部隊の損失は戦死者1名のみ）。さらにXM3検証トライアルの際にBETAが突然乱入した際にも、武が丸腰の吹雪による機動のみで数十分間も無数のBETAを翻弄し続けるなどの圧倒的性能を見せつけた。
XM3のアイデアを立案した武はこのOSが世界中の戦術機に搭載されることで、1人でも多くの人々の命が救われることを望んでいたのだが、武の想いとは裏腹にOS完成当初は国家間の政治的な思惑に利用されてしまい、実戦で搭載されたのは国連軍と帝国軍の一部の機体のみに限られていた。だが後に日本帝国の戦術機開発メーカー・光菱重工で実施された性能比較試験で77式「撃震」の性能を準第3世代レベルにまで向上させる結果が出たことにより、海外でのF-4「ファントム」シリーズの延命策「スーパー・ファントム計画」を始めとした日本のセールス活動を通じて、世界中の戦術機にこの「XM3」が搭載されることとなる。
後にこのOSは「衛士の戦死者を半減させた奇跡のOS」と評されるようになる。そして同時に「XM3は一人の訓練兵が開発した」という噂話も広まったが、もともと訓練兵による性能実証試験など多くの特殊な事例があったために、「衛士達が好んで話す与太話の類」というのが軍関係者の一致した見解となっている。

### 部隊運用
戦術機の運用が開始された初期の段階において、衛士の多くが空軍パイロットからの転向者だった影響もあり、部隊編成は空軍のものがベースとなっている。基本的にBETAは圧倒的物量に依存して単純な突撃戦術を取ることが多く、それを局地的に切り崩して活路を開くためにポジション間、部隊間の連携が重要視される。

#### 部隊編成
「分隊（Element）」
部隊編成における最小戦闘単位。通常は2機1組で編成される。
「小隊（Flight）」
2個分隊（4機）。突撃前衛、迎撃後衛などは小隊単位で編成されることが多い。
「中隊（Squadron）」
3個小隊（12機）。戦闘陣形を組む際の最小単位。任務投入もこの中隊単位で行動することがほとんどである。また、戦術機による戦闘陣形のほとんどが、この中隊単位での運用を想定したものとなっている。
「大隊（Group）」
3個中隊（36機）。通常、大隊としてまとまった作戦行動をとることは少なく、中隊が相互支援しながら連携した作戦展開を行うことがほとんどである（ただし、大隊運用を前提とした戦闘陣形も数種類ある）。
「連隊（Wing）」
3個大隊（108機）。戦術機のみの部隊編成における最大の戦闘単位。日本帝国軍では通常1個戦術機甲連隊を中核として、戦車部隊、砲兵部隊などを編成に加えることで戦術機甲師団として編成されることが多い。また、帝都防衛第1師団、北部方面軍の第7師団などは戦略打撃師団として3個の戦術機甲連隊を保有する特殊な編成がとられている。

#### ポジション
中隊（12機）単位で運用される際に、その中隊内で決められる隊員個別の役割。各ポジションは単機（1機）で担うことはなく、分隊もしくは小隊単位でそれぞれのポジションを担うことになるが、任務の性格や部隊編成の都合などから「欠（人員なし）」となるポジションが生じる場合もある（実際、国連軍A-01連隊第9中隊でも強襲前衛、打撃支援の2つが「欠」となっている）。また、戦術機戦闘はポジション間（分隊同士）の連携が基本となり、前衛（突撃前衛・強襲前衛）は近接格闘を重視し、中衛（強襲掃討・迎撃後衛）、後衛（砲撃支援・打撃支援・制圧支援）は中距離以上の火力支援がメインとなる。なお、括弧書きにある装備は一例として国連軍A-01連隊の装備例を記載している。
「突撃前衛（Storm Vanguard）」（突撃砲×1、長刀×2、短刀×2、盾）
部隊の最前衛に位置し、敵陣への切込みを担当する。敵（とくに大型種）との混戦になることが多いため、白兵戦が重視されている。その性格上、操縦技能や近接格闘適性に優れた衛士が配置されることが多い。
「強襲前衛（Strike Vanguard）」（突撃砲×2、長刀×2、短刀×2）
突撃前衛とともに、敵陣への切込みを担当するが、白兵戦だけでなく火力打撃にも比重が置かれている。
「強襲掃討（Gun Sweeper）」（突撃砲×4、短刀×2）
橋頭堡の確保・拡大、中 - 小型種の制圧、前衛に対する支援などを担当。火力制圧能力を重視した装備が特徴。
「迎撃後衛（Gun Interceptor）」（突撃砲×1、長刀×1、短刀×2、盾）
部隊の中心に位置し、前衛・後衛両方の支援を担当する。中 - 近距離戦闘に対応し、なおかつ現状を瞬間的に把握・判断する高い能力が求められるため、中隊長や大隊長などの部隊指揮官がこのポジションにつくことが多い。
「砲撃支援（Impact Guard）」（支援突撃砲×1、長刀×1、短刀×2）
主に、狙撃による火力支援を担当する。遠近両方に対応できる装備が特徴。状況の変化に素早く対応するため、高度な状況判断能力が要求される。
「打撃支援（Rush Guard）」（支援突撃砲×1、突撃砲×2、短刀×2）
砲撃支援と同様、狙撃による火力支援を担当するが、こちらは制圧火力を重視した装備となっている。
「制圧支援（Blast Guard）」（突撃砲×1、多目的誘導弾システム×2、短刀×2、盾）
多目的誘導弾システム（ミサイルユニット）による面制圧支援を担当する。両肩に装備された多目的誘導弾システムにより機動力が著しく低下するため、最後衛に配置されることが多い。
「CP将校（Command Post Officer）」
上記ポジションで直接戦闘に関わる衛士と違い、司令部内で部隊間の連絡や戦域管制による情報処理を担当する。任務の性格上、戦略的な状況判断能力が求められるため、部隊指揮官候補者や負傷等により戦術機に乗れなくなった元衛士がこのポジションにつくことが多い。

### 主な戦術機
F-4「ファントム」
米国がNCAF-X（新概念戦術兵器開発計画）により、宇宙ステーション建設用に開発された船外作業ユニット（MMU）を軍事転用する形で開発した人類史上初の戦術機。いわゆる第1世代戦術機。1974年の実戦配備以来、日本など30ヶ国で採用され、派生機も数多く存在する。なお、ゲーム本編では触れられていないが、ソ連にも輸出され、MiG-21「バラライカ」や中国の殲撃8型（J-8）などの母体にもなった。2001年現在、米軍では全機退役しているが、日本など多くの国々では装備や主機などのマイナーチェンジを繰り返し、初採用から37年経った現在も国連軍や各国軍の中核を担っている。ちなみに実際の機体名称は「ファントムII」である（ファントムはFHの愛称）。
F-4J 77式戦術歩行戦闘機「撃震」（げきしん）
F-4「ファントム」を日本でライセンス生産した戦術機。近接格闘戦を重視した日本独自の改修が繰り返され、米軍の最終生産型「F-4E」に相当する性能を獲得している。BETA侵攻に備える西部方面軍を中心に帝国軍で最も多く実戦配備されているほか、極東国連軍にもかなりの数が抽出配備されている。2001年時点で帝国軍の最新型は「Block214」型、国連軍で新型OS「XM3」に換装した機体は便宜上「Block215」型と類別されている。なお、1977年に「撃震」が制式採用される以前に開発・生産された「65式近接戦闘用短刀」及び「74式近接戦闘用長刀」があるが、65式短刀は航空宇宙軍で運用していたMMU用装備が転用され、74式長刀は米国での「ファントム」生産開始にあわせて制式採用された。しかし、欧州への戦術機供給を最優先とされたことで日本への「ファントム」供給がなくなったため、先に「人間には使えない巨大な刃物（武器）だけが基地に配備される」という皮肉な状態を招いてしまったことが当時の日本帝国における対米不信の醸成に拍車をかけることになった。
主に武達がUNLIMITEDで使用した機体。また、12・5事件の際に国連軍第207衛士訓練小隊の教官機（Block215型）がクーデター部隊の94式「不知火」を撃破したという非公式の記録もあり、OSと操縦する衛士の腕次第で第3世代機とも互角に渡り合えるほどの潜在性能の高さも実証されている。
F-4J改 82式戦術歩行戦闘機「瑞鶴」（ずいかく）
77式「撃震」を設計ベースとして開発された派生機で斯衛軍専用機にして日本帝国の国産戦術機第一号。F-4系統機の中では最も後発であり部分的に第二世代機の設計思想が見え隠れする機体、開発・設計主任は篁裕唯中佐。
欧州戦線・パレオロゴス作戦で得られたデータや衛士の戦訓などを徹底分析して機体を再設計、ベースとなった「撃震」より軽量化され機体性能も大幅に向上している。当初、斯衛軍を総括する帝国城内省は純国産機開発を熱望していたが、開発要求が出された1978年の時点では純国産機開発は不可能であったため、ライセンス機改修案（準国産戦術機案）を渋々認可することになった。その際に出された「“撃震”を上回る格闘性能の獲得」という絶対条件に応じるために、整備性・生産性を犠牲にしている技術的側面もある。なお、1986年8月に北海道で実施された日米合同演習で当時の米軍最新鋭機・F-15Cとの模擬戦に事前予想の”数分持ちこたえれば上等”という予測を覆して勝利し、日本帝国における国産戦術機開発への気運を高める礎ともなった。
「武御雷」と同様冠位十二階に準じた6種のカラーバリエーション（紫・青（R）、赤・黄（F）、白（A）、黒（C））が存在するが、R型の頭部センサーカバーに若干の変更が加えられているのみで他は外見上の違いや性能差（将軍専用機を除く）はほとんどなく、装甲の表面処理方法が違うのみである。過去に月詠がF型（赤）、篁唯依がF型（黄）に搭乗し、1998年の京都防衛戦に参加していた。また1997年の大陸からの撤退中の光州事件の最中には避難民と国連軍を救助すべく一個大隊がBETAを足止めし全滅している。
F-14AN3「マインドシーカー」
F-14「トムキャット」をベースに開発された特殊任務専用強襲偵察機。「オルタネイティヴIII」当時のソ連製戦術機は総合性能が低く「ハイヴ深層部への強行偵察が可能な複座戦術機」という要求仕様を満たすことができなかったため、「国連軍参加国は自国の装備を使用する」という慣例に逆らい例外的に米国のグラナン社から国連を通じてソ連に提供された。徹底的な軽量化が図られ、頭部や両肩、前腕に複合センサーユニットを搭載しているが、その代償としてフェニックスミサイル運用能力がオミットされている。機体の保守管理はスフォーニ設計局が担当しており、この「マインドシーカー」から得られた技術を元にしてSu-27「ジュラーブリク」やSu-47「ビェールクト」などの高性能戦術機を開発することになった。なお、頭部の形状がみみずくに似ていることから、ソ連では「ロークサヴァー」という名称で呼ばれている。
本来、F-14系戦術機の主操縦系は前部座席にあるが、この機体を運用したソ連軍フサードニク中隊の衛士は全員が「魔女（ESP発現体）に背中を預けたくない」と前部座席での操縦を拒み、後部座席に主操縦系を移して運用している。1992年の「スワラージ作戦」で初めて偵察任務に従事して以降、1995年に「オルタネイティヴIV」へ接収されるまで各地のハイヴ偵察任務に従事していた。
F-15「イーグル」
米軍が「ファントム」から得られたあらゆる実戦データを徹底解析した結果をベースに開発した第2世代戦術機。開発当初から発展性を考慮して余裕のある設計が施され、局地戦仕様機や現地改修機など様々な派生機が存在、日本帝国などの西側諸国で数多く実戦配備されており、2001年現在、米国を始め多くの国々で主力戦術機の座を堅持している。また、F-4「ファントム」に次ぐ配備数とバリエーションの豊富さから「第2世代の最高傑作機」と評されている。
初期生産型であるA型及びその複座型であるB型では燃料電池やジェットエンジンの進化が追い付かず設計どおりの性能を獲得できず、納期に間に合わせるために米軍の要求性能を辛うじてクリアする程度のものだったが、後期生産型であるC型・D型で設計どおりの性能を獲得、その後も跳躍ユニットをF-22に使用されている主機を非ステルス化したものに換装するなどのマイナーチェンジが繰り返されている。
F-15E「ストライク・イーグル」
F-15「イーグル」をベースに総合的に攻撃力を強化した派生機で、米軍の主力となっている第2.5世代型戦術機。国連軍でも活用されており作中では軌道降下兵団が使用している。F-15シリーズ最強とも言えるほどの高い性能に加え、最新の第3世代機と比べても何ら遜色のない稼働率と信頼性を誇る。外見は旧来のF-15系列機とほとんど変わらないが、内部は大幅に変更されており、まったくの別物と言っても過言ではない。そのため、旧来の機体をアップグレードさせるのはF-15Eの新造機を1機作るよりコストが高くつくという問題点もある。次期主力戦術機であるF-22の配備が遅れる中、米軍における事実上の主力戦術機として運用されている。
12・5事件ではF-4を主力としたクーデター軍相手に優位に立っていたが不知火を主力とする最精鋭の帝都防衛第1師団の前には歯が立たなかった。（このクーデター軍を足止めしたのはヴァルキリーズのXM3搭載型不知火である）
F-15J 89式戦術歩行戦闘機「陽炎」（かげろう）
日本帝国軍が第3世代水準の純国産戦術機開発へ向けたノウハウ収得の為、F-15「イーグル」をライセンス生産した戦術機。当初は1987年に「試験導入」の名目で12機導入（4機輸入し、8機を試験的にライセンス生産）された。米国が「G弾ドクトリン」へとシフトし戦術機の生産が縮小されつつあったことが追い風となって技術転移は順調に進んだが、技術格差が大きかったことにより国産機開発期間の延長が決まり、後の純国産戦術機となる94式「不知火」生産配備までの繋ぎとして1989年に本格導入（追加調達188機）されることとなった。
「陽炎」は米軍のF-15Cをベースに戦術戦闘OSの換装、フレーム及び関節部の耐久性向上など、「撃震」同様近接格闘を重視した日本独自の仕様変更が施されている。また、「不知火」の量産・配備が順調に進んだことにより、1999年に調達を終了（保守部品の生産は継続）している。
なお、本編中では米軍のAMWS-21戦闘システムを使用していたが、外伝作品やボークスのa3シリーズ及びアニメ版では日本帝国軍の87式突撃砲を装備している。
在日国連軍にも抽出配備されている他、2003年4月に実施された「錬鉄作戦（甲20号・鉄原ハイヴ攻略・オペレーションスレッジハンマー）」時に伊隅あきら中尉が搭乗、ライトニング中隊の指揮官として補給部隊護衛の任務に就いていた。
F-15EJ　試02式戦術歩行戦闘機「月虹」（げっこう）
米国・ボーニング社がF-15Eをベースに「先進戦術機技術開発計画」の一環として進められていた「フェニックス構想」及び「XFJ計画」から得られたノウハウなどをフィードバックさせて開発した準第3世代戦術機「サイレント・イーグル」の日本向け仕様機。限定的ながらステルス性能があり、アビオニクス換装とスラスターの増設により機動性も向上している。また、それに伴い肩と下腿部が大型化され、作戦行動時間の延長が図られている。
宗像大尉、風間中尉らの技研廠“ウルド”中隊で実施された評価試験の結果、総合性能や格闘能力ではXFJ-01・試01式「不知火・弐型」より大幅に劣るものの「近接戦闘を重視する日本帝国の衛士向け」としてはそこそこの性能を示しており、F-22「ラプター」に匹敵する戦術機を求めていた上層部は米国（ボーニング社）の政治的圧力に対する現場の抵抗とは裏腹に「対人類戦に備え、ステルス性能の確保を優先させるべきだ」として「月虹」の制式採用を内定させている。しかし、御前会議の席上で政威大将軍・煌武院悠陽に「BETAの駆逐もままならぬ今、人類同士の争いに備えた装備の調達は愚者の胸算用である」と一蹴され、対抗馬の「不知火・弐型」が制式採用されることとなった。「月虹」は次期主力機選定に敗北した後、技術研究部隊に移管されて前線での運用試験が継続されている。なお、日本向け仕様機のネーミング「月虹」は同じF-15系列機である89式「陽炎」と対を成すものとして命名されたものである。
F-22A「ラプター」
米軍の第3世代戦術機で次期主力最新鋭機。機動性や攻撃力・隠密性において圧倒的な性能を誇り、同時期の他の第3世代戦術機と比較しても追随を許さないほどの圧倒的な性能を有している。アクティヴステルスを有しステルス性が高くレーダー反射が小さいため、レーダーで捉えにくいのが特徴。そのステルス性は正面からの接近でさえレーダーで捕捉しにくいほどである。対BETA戦のみならず、対BETA戦後の対人類兵器戦まで意識した米軍の戦略ドクトリンに基づき「戦域支配戦術機」として設計された戦術機。12・5事件では「不知火」を主力とする沙霧大尉以下クーデター部隊に対し7：1という驚異的な撃墜比を見せたものの、パイロットの慢心や動揺、機体そのものに対する電子戦によって撃破されている。近接格闘能力も高いが、沙霧大尉の「不知火」と対峙したウォーケン少佐の機体は近接格闘戦の最中、工作員が仕掛けたウイルスによって機体制御が困難になった隙をつかれて撃破されている。
F-35A「ライトニング」
米軍の最新鋭戦術機。Hi-Low-Mix構想のLowを担う機体としてロックウィード・マーティン社を中心として開発された第三世代戦術機である。アクティブ・パッシブ技術や高速巡航技術を積み込んでいる。米軍機としては初めて固定装備であるブレードベーンを搭載しており、その高い運動性と相まって高い近接戦闘能力を誇っている。
開発経緯としては、米軍の費用軽減、各国戦術機開発機関への影響力保持、さらに西側諸国を巻き込み、BETA大戦後の対人類戦に於ける東側への包囲網形成と言ったものがある。
A-10Ⅱ 「サンダーボルト」
米軍の戦術歩行攻撃機。米陸軍がA-6と同様の阻止能力を持ち、地上戦闘が可能な機体として、フェイアチルド・リムパリック社が開発した。当初完全新規設計案やF-4を流用した機体開発を進めていたが、頓挫したため、A-6のフレームを使い、それ以外は完全新規設計という形で設計された。
重武装、重装甲であり、武装としては36mmガトリング砲や爆圧スパイク機構を搭載している。F-4一個小隊を超える火力を有することから、大砲鳥(カノンフォーゲル)や戦車級駆逐機(タンクキラー)と呼ばれている。ただし、機体の特性上、突撃級が光線級の次に危険な敵となっている。
A-6J 81式強襲歩行攻撃機「海神」（わだつみ）
米海兵隊のA-6「イントルーダー」をライセンス生産した日本帝国海軍海兵隊の水陸両用攻撃機。重装甲と充実した固定武装、可変機構が特徴。通常は専用の潜水母艦の艦首に変形して接続されており、戦闘時には離艦して海岸部まで侵攻後、人型になって海岸部を制圧、橋頭堡を確保する。水中潜行形態では最大20kt弱で航行可能。イントルーダーの採用から四半世紀が経過した現在も潜水可能な点が高く評価され、日本だけでなく米英でも第一線で使用され続けている。なお、帝国海軍の「海神」は航続距離を犠牲にする代わりに腕部のチェーンガンを片腕4門から6門に増設する改修が施されている。
97式戦術歩行高等練習機「吹雪」（ふぶき）
日本帝国軍がF-15J「陽炎」のライセンス生産で得た技術を基に、第3世代戦術機開発のために試作された概念実証実験機（TSF-X）をベースに訓練機として転用された機体。
当初、日本帝国では衛士の基礎操縦訓練に「撃震」を使用していたが、第1世代型「撃震」と第3世代型「不知火」とでは性能差があまりにも開きすぎており、衛士の部隊配属後さらに機種転換訓練をさせられるほど時間の余裕も、機種転換に「不知火」を回せるほどの余裕もない状況下で「第3世代機に乗るには、第3世代準拠の練習機で訓練するのが一番効率的だ」という思想からTSF-X6号機（「不知火」の量産試作機）をベースにして開発されることになった。このような経緯から、一部では「概念実証試験機をベースに開発されたこの“吹雪”こそが日本初の純国産戦術機」と見られる傾向もある。
練習機であるため主機出力は低く抑えられているが、それでもなお「撃震」に比べ遙かに高い運動性能を持っていることから緊急時には実戦での運用も想定されており、実弾兵装に換装するだけでそのまま実戦に投入することも可能。実際、北部方面軍などでは「撃震」の代替機として実戦運用されている機体もある。
UNLIMITED、ALTERNATIVEともに主に練習機として使用されており、武たちが初めて乗った訓練用戦術機でもある。また、試作1200mm超水平線砲を用いる際、伏せ撃ち姿勢を取るために右肩と腰の装甲を外して運用された機体もある。
94式戦術歩行戦闘機「不知火」（しらぬい）
米国製戦術機への依存状態からの脱却を目的に開発が進められた、日本帝国初の純国産戦術機であると同時に、世界初の第3世代戦術機でもある。帝国本土防衛軍の帝都防衛第1師団・第1戦術機甲連隊や富士教導団（アグレッサー部隊）など、帝国軍の精鋭部隊から中心に配備が進められており、国連軍では横浜基地のA-01部隊にのみ配備されている。
現在の戦術機の中では高いレベルの性能を持つが、帝国国防省の高い要求に応えるべく突き詰められた設計により改修・発展の余地がほとんどなく、現場からの改修要望に対して十分な対策を講じることができないなどの技術的な問題点もある（なお、現場から数多く寄せられる改修要望に応じるため、国連がアラスカで進めている「先進戦術機技術開発計画」の一環として「XFJ計画」を実施、不知火の改修・発展を図ることになる）。また、背中だけでなく両肩にもオプションマウントが内装されており、自律誘導弾システム（ミサイルランチャー）などの大型火器を装備することも可能。
12・5事件においては米軍の最新鋭戦術機「ラプター」相手に苦戦する衛士が多い中、沙霧大尉などが搭乗する一部の機体は近接格闘に持ち込んで「ラプター」を撃破するなど、機体の能力は高い。武たちが中盤以降A-01第9中隊に配属されてから使用することになる。
XFJ-01 試01式（04式）戦術歩行戦闘機「不知火・弐型」（しらぬい・2がた）
上記の「XFJ計画」で開発され、アラスカで試験が進められていた機体を仮採用し、日本帝国軍・富士教導団の技術研究廠中隊で評価試験を進めていた機体。制式採用寸前まで進んでいたが、米国（ボーニング社）からの政治的圧力によって仮採用が覆され、F-15SEJ・試02式「月虹」と再度比較検証（トライアル）を実施することになった。
涼宮茜中尉が指揮する技研廠“スクルド”中隊で評価試験が進められ、総合性能・格闘戦能力では「不知火・弐型」が上回っていたものの、ステルス性能や運用コストの面で不利に立たされ、国産機採用を望む声に反して「月虹」にトライアルで負けるのではないかと危惧されていた。案の定、軍上層部はステルス性能に固執して「月虹」の制式採用をすでに内定させており、「不知火・弐型」の試験は「XFJ計画」関係者の面子を保つための建前に過ぎなくなりつつあったが、政威大将軍・煌武院悠陽が御前会議で次期主力機選定の報告を受けた際に「BETAの駆逐もままならぬ今、人類同士の争いに備えた装備の調達は愚者の胸算用である」と「月虹」の採用を一蹴し、試01式「不知火・弐型」を“04式”として制式採用することが即日決定された。なお、EF-2000「タイフーン」の主要火器でもあるMk57中隊支援砲を制式採用した02式中隊支援砲の運用研究もこの「不知火・弐型」を用いて実施された。
00式戦術歩行戦闘機「武御雷」（たけみかづち）
82式「瑞鶴」の退役を控えて開発された日本帝国斯衛軍専用の第3世代純国産戦術機。現存する戦術機の中で最も優れた性能を誇る。途轍もなく高性能な戦術機であり、斯衛軍のシンボルともなっている。斯衛軍の戦術思想を反映するかのように剣術を主体とした近接格闘性能に特化しているが、その反面、自律誘導弾システムや追加装甲（盾）の装備・運用はほとんど考慮されておらず（ただし、国連軍A-01部隊に貸与された一部の機体には追加装甲を携行したケースも見られる）、また、整備性・生産性・汎用性を犠牲にしてでも高性能化を極限まで追求した設計のため、機体を稼動させるには職人的技術を持つ専属の整備チームが随伴するほどの高度な整備支援体制が必要となることからも、恒常的な運用はほとんど日本帝国国内に限定されているともいえる。年産30機程度の生産が限度のため、2001年現在、将軍専用機及び五摂家出身者、五摂家の警護を担当する独立警備小隊、斯衛軍最精鋭とされる第16斯衛大隊にのみ配備される程度にとどまっている。
この「武御雷」は将軍専用機（紫）及び五摂家（青）のR型、五摂家に近い有力武家（赤）と譜代武家（黄）のF型、一般武家出身者（白）のA型、武家出身ではない一般衛士用（黒）のC型等、衛士の出身によって冠位十二階に準じた色分けがされているが、これは周囲に展開する兵士の士気を高揚させると同時に、操縦する衛士自身にも「出身に恥じない戦い」を心がけさせる心理的効果を狙う側面もある。また、将軍専用機及び五摂家が使用するR型と武家以上の衛士が使用するF・A型、一般衛士用のC型では頭部の装飾・形状や装甲の表面処理方法、機体出力（性能）などに違いがあり、その中でも将軍専用機である紫のR型に至っては完全なワンオフチューンアップが施され、生体認証によるロック機構まで備えている。
武たちの「吹雪」が搬入された際に月詠が冥夜専用の戦術機としてR型（紫）を横浜基地に搬入させたが、特別扱いを嫌った冥夜は受け取りを拒みそのまま横浜基地ハンガー内に置かれていた。その後、冥夜の政治的な立場の消失により搬出されるところであったが、桜花作戦にともない冥夜が月詠に嘆願し同機体で出撃した。また第19独立警備小隊で運用されていたF型（赤）1機とA型（白）3機が国連軍A-01部隊に貸与された、同作戦では最終的には全機大破するも、作戦の要であるXG-70dを最終目標まで送り届けた。この他に、国連軍としてシベリアに派遣された極寒冷地仕様機（F型及びC型、全機「UNブルー（青）」で統一）や、国連による先進戦術機技術開発計画に持ち込まれた機体（F型（黄））も存在する。
なお、余談だが帝国軍でも武御雷の導入が検討されたものの、途轍もない高性能に比例するように1機あたりの調達費用と維持管理コストも途轍もなく高いことや、軍用機として運用する上での必須条件となる整備性・生産性・汎用性などが極めて低い点もあり、わずか数日で導入を断念することになったという話もある。
他にも、「The Euro Front」に登場する西独軍のEF-2000「タイフーン」、仏軍の「ラファール」や、米軍のF-5「フリーダムファイター」、F-16「ファイティング・ファルコン」、A-12「アヴェンジャー」、ソ連軍のSu-27「ジュラーブリク」、Su-47「ビェールクト」などが存在する。

### 戦略航空機動要塞
XG-70b「凄乃皇・弐型」（すさのお・にがた）
1970年代半ばから実施された米国のHI-MAERF（ハイマーフ）計画によって生み出された戦略航空機動要塞の試作機。一般的な戦術機の約5倍もの大きさを誇る。備えられたムアコック・レヒテ型抗重力機関（ML機関）から発生するラザフォード場により、光線属種のレーザー照射を歪曲・無力化、さらに接近した物体を重力変動で粉砕するため、遠距離・近距離のどちらの攻撃にも対応できる。また、主砲には荷電粒子砲を装備している。単独でのハイヴ攻略の要になると期待されたが、ラザフォード場の多重干渉によりコクピット内部にも致命的な重力偏差が発生し、人間が搭乗できない（初の有人飛行試験時に搭乗したパイロットは12名全員が死亡している）欠陥兵器であった。当時のコンピュータの演算能力ではコクピットの重力偏差をキャンセルする事ができず、繊細な操縦・機体制御が要求されることで無人化もできなかったため、開発計画は袋小路に陥ってしまう。さらに、G弾の完成が追い打ちをかけたことで1987年にHI-MAERF計画は凍結され、XG-70bもモスボール保管されることになった。後に日本帝国の仲介で米国と国連との間で取引が行われ、2001年にオルタネイティヴIVに接収されることで開発を再開、「凄乃皇・弐型」として運用されることになる。オルタネイティヴIV内での呼称は、ウェポンシステム-110A。劇中では佐渡島攻略戦に出撃したものと、予備パーツを使って組まれたものの2機が登場する。
XG-70d「凄乃皇・四型」（すさのお・よんがた）
HI-MAERF計画で開発が進められていたものの、開発途中の状態でモスボールされていた機体をオルタネイティヴIVで完成させたXG-70（凄乃皇）シリーズの完成型ともいえる戦略航空機動要塞。ハイヴへの単独侵攻・単独制圧を目的としており、オリジナルハイヴ攻略用の切り札として横浜基地の最深部で調整が続けられていた。主砲の荷電粒子砲を始め、初期設計段階においては36mmチェーンガンやVLS等が装備されており、「弐型」の欠点の一つであった攻撃装備不足を解消している。オルタネイティヴIV接収後には2700mm/120mm電磁投射砲も追加搭載されることで、さらなる攻撃力向上が期待されていた。本編では専用のML機関がトラブルにより運用不能となったことで旧式のXG-70b予備機のML機関が転用されたため出力不足になり、主砲チャージのエネルギーを補うために大半の防御兵装が降ろされ、蓄電池に換装されている。また、ラザフォード場の制御問題もクリアされたことで人間の搭乗も可能となっているが、搭乗できる人間にはかなり厳しい制限がある。また本編では主砲を陽電子砲や量子砲に換装できることが示唆されている。
なお、副砲であった120mm電磁投射砲の技術は日本帝国に提供され、戦術機用の携行火器「試製99型電磁投射砲」として斯衛軍の中央評価試験隊「ホワイト・ファングス」で評価試験が行われた。

## スタッフ
下記は音楽以外のクレジットはアバンオープニングアニメおよびエンディングでの表記に基づく。
- 原作：吉宗鋼紀
- キャラクターデザイン：Bou
- シナリオ：タシロハヤト、松永北斗、吉宗鋼紀
- グラフィック：杉原鎧、南風麗魔、高田一廣、大田優一、春H牧彦
- プログラム：號滋樹
- プラグインプログラム：熊野恭生
- スクリプト：宮元橡雨
- メカニックデザイン：吉宗鋼紀、仁Niθ（ニトロプラス）、吉成鋼、星野秀輝
- 演出：吉宗鋼紀、タシロハヤト、宮元橡雨
- 音楽制作：Lantis
- 音楽：安瀬聖、岩崎琢、飯塚昌明、上田益、影山ヒロノブ、川谷吉和、加持久忍、七瀬光、南良樹、Angel Note、Peak A Soul+[9][10]
- サウンドディレクション：伊藤善之
- 背景：三石無双
- 音響制作協力：楽音舎
- アニメーション作成：有限会社スタック、有限会社シルバー
- 広報：斉藤K
- 製作総指揮：吉宗鋼紀

## 主題歌
18禁版
- アバンオープニングテーマ「未来への咆哮」
  - 作詞・作曲：影山ヒロノブ / 編曲：須藤賢一 / 歌：JAM Project featuring 影山ヒロノブ、遠藤正明、きただにひろし、福山芳樹
- グランドエンディングテーマ「マブラヴ」
  - 作詞：江幡育子 / 作曲：SAGE KOIZUMI / 編曲：飯塚昌明 / 歌：栗林みな実
- 挿入歌「翼」
  - 歌・作詞・作曲：影山ヒロノブ / 編曲：須藤賢一
- 挿入歌「Carry on」
  - 作詞：影山ヒロノブ / 作曲・編曲：河野陽吾 / 歌：遠藤正明

全年齢版
- アバンオープニングテーマ「Name〜君の名は〜」
  - 作詞・作曲：影山ヒロノブ / 編曲：須藤賢一 / 歌：JAM Project

Xbox 360版
- アバンオープニングテーマ「Metamorphose」
  - 作詞：奥井雅美 / 作曲：きただにひろし / 編曲：須藤賢一 / 歌：JAM Project

PS3版
- アバンオープニングテーマ「0-GRAVITY」
  - 作詞：谷山紀章 / 作曲・編曲：飯塚昌明 / 歌：GRANRODEO

Nintendo Switch
18禁版のテーマソングを全年齢版に収録

## ファンディスク
本作は『マブラヴ』UNLIMITED編の続編で、主人公・白銀武が『並列世界』に初めて来た日である2001年10月22日にタイムスリップしたところから始まる。したがって、最初の展開はUNLIMITED編に近いが、未来を知る武が関わることにより、UNLIMITED編とは異なる展開を見せ始める。
また、本作はUNLIMITED編の続編であると同時にEXTRA編とも深い関わりがあり、双方に散りばめられた謎やイベントが、本作の物語の上で重要な役割を果たすことになる。
一部に画像を含めてグロテスクな展開がある。描写においては 公式サイト のQ&A（質問番号101）に「作品上必要な表現として制作したが、ゲームを進められないといった極めて切実な要望をいただき、たとえ作品性に多少変動が生じたとしてもまずプレイしていただくことが何より必要である」として該当する画像にモザイクなどを用いて直接描写を緩和する「緩和パッチ」が公開された。ただし、ストーリー上必要な表現であるため、展開そのものを“なかったこと”にはしていない。全年齢版ではこのシーンは「グロテスク」な対象物を隠すなどの修正が行われている。

## 関連ゲーム
マブラヴ オルタネイティヴ クロニクルズ
『贖罪』や『継承』の流れを受け、オルタ関連タイトルを連載・読み切り形式で定期的にリリースするとして、2010年7月30日に第一弾が開始されたゲーム・ファンコンテンツ集。現在4作目までリリースされている。
マブラヴ オルタネイティヴ ストライク・フロンティア
主人公と白河美乃莉のために香月夕呼が作成したシミュレーターソフトという設定。DMM GAMESにて2016年9月サービス開始。パソコン版とスマートフォン版（Android版）で配信され、一般版と成年向けR18版（マブラヴ オルタネイティヴ ストライク・フロンティアR）に分けられていた。2018年7月5日をもってサービスを終了。
Project MIKHAIL
戦術機でBETAと戦うことができるTPS型バトルアクションゲーム。対応機種はSteamとNintendo Switchで、2021年11月2日からSteamにて早期アクセス版がリリースされている。Nintendo Switch版のリリース時期は未定。
キャラクターデザイン・キャラクターボイスは後述のテレビアニメ版に準拠している。
イモータルズ：マブラヴ オルタネイティヴ
スマートフォン向けアクションRPG。見下ろし型のハック＆スラッシュアクションとなっており、戦術機複数で構成された小隊で戦術機の武装や衛士のスキルを使用してBATAを駆逐していく。ストーリーはオリジナルで展開。Project MIKHAIL同様に、キャスト・キャラクターデザインはテレビアニメ版をベースに合わせる構成。
当初は2021年リリース予定だったが、開発スケジュールの都合から2022年2月リリース予定へと変更、最終的には2022年3月18日にサービス開始するも直後に増殖バグなどの複数の不具合が発覚しサービス・公開停止。何度かの中間報告を挟み、9月29日に別タイトルとして2023年春リリースを目途に再始動する事が発表された。
マブラヴ：ディメンションズ
スマートフォン向けアクションRPG。2023年7月11日リリース。前述の『イモータルズ』の終了を受け、新規タイトルとして再始動したもの。開発はNextNinja。
担当声優やデザインはテレビアニメ版に合わせられており、テレビアニメ版に登場しなかったキャラクターに関しても、全て新規のキャスティングが行われている。
アプリ用の新規のストーリーに加え、過去のマブラヴシリーズ作品が「ディメンションズ版」として、移植・収録される。その際にはルートを区切って順次配信の形式。なお、過去作の移植部分に関しては、立ち絵やボイスなどは当時のものがそのまま使用されている。
2025年6月30日をもってサービスを終了した。

## Webラジオ
『マブラヴ』および『マブラヴ オルタネイティヴ』に関連したWebラジオとして、『マブラヴラジオ』が2008年1月9日から12月19日まで、『マブラヴラジオ アンリミテッド』が2009年4月10日から12月19日まで君のぞらじおホームページにて配信された。

## CD
- 「マブラヴ オルタネイティヴ Insertion song Collection」 (LACM-4197、2005年5月25日)
  - 主題歌「未来への咆哮」、挿入歌「翼」「Carry on」を収録した挿入歌集CD
- 「マブラヴ」 (LACM-4209、2005年8月10日)
  - 主題歌「マブラヴ」の2005年新収録バージョンとマブラヴ サプリメントの挿入歌「桜の花が咲くまえに」を収録したCD
- 「マブラヴ オルタネイティヴ オリジナルサウンドトラック Vol.1」 (LACA-5508、2006年3月24日)
  - 「未来への咆哮」「翼」のゲームサイズバージョンを含むサウンドトラックCD第1弾
- 「マブラヴ オルタネイティヴ オリジナルサウンドトラック Vol.2」 (LACA-5524、2006年6月7日)
  - 「マブラヴ（2005 Ver.）」「Carry on」のゲームサイズバージョンを含むサウンドトラックCD第2弾
- 「“MUV-LUV ALTERNATIVE” collection of Standard Edition Songs 『Name』」 (2006年12月6日)
  - 全年齢版主題歌「Name〜君の名は〜」等が収録されているヴォーカル集
- 「マブラヴ」シリーズ・ボーカル集 (LACA-9266〜LACA-9267、2013年2月6日)
  - Xbox 360版やPS3版に使用された楽曲を、CD化していなかった音源も含め、新たにコンパイルした最新ボーカル集

## 書誌情報

### サイドストーリー
- 『贖罪』 - 神宮司まりもの過去が描かれたサイドストーリー（テックジャイアン2006年5月号に収録）
- 『継承』 - 伊隅みちると、その姉妹たち（1999年のâge作品『君がいた季節』に登場）が描かれるサイドストーリー（電撃姫2006年6月号に収録）
  - 現在は上記掲載誌2誌とも絶版であり入手は困難だが、2008年6月発売のâge会員限定ソフト『アユマユオルタネイティヴ』において、フルボイス化された『贖罪』『継承』が『マブラヴ オルタネイティヴ Chronicles』として収録されている。
- 『追憶 Recollection』 - 築地多恵と涼宮茜、柏木晴子ら207A分隊の訓練生時代が描かれたサイドストーリー（「MUV-LUV ALTERNATIVE INTEGRALWORKS」に収録）
- 『マブラヴ オルタネイティヴ トータル・イクリプス』 - テックジャイアン2007年2月号（2006年12月21日発売、当初予定は2007年1月号）からâge・ボークス・テックジャイアン合同企画としてサイドストーリーを連載。
- 『Tactical Surface Fighter in Action（TSFIA）』 - HobbyJAPAN2008年1月号から、âge・ボークス・HobbyJAPAN合同企画として戦術機を中心に描いたサイドストーリーを連載している。2009年3月号からは欧州戦線を描いた「The Euro Front」を連載中。また、不定期ながら先述の「トータル・イクリプス」と連動した特集記事を組むこともある。

### 漫画
原作：アージュ、作画：蒔島梓。メディアワークス（現アスキー・メディアワークス）発行の『月刊コミック電撃大王』2007年10月号～2017年6月号に連載。単行本全17巻。
- 『マブラヴ オルタネイティヴ』
  1. 2008年4月26日発売、ISBN 978-4-04-867049-4
  2. 2008年11月27日発売、ISBN 978-4-04-867442-3
  3. 2009年6月27日発売、ISBN 978-4-04-867866-7
  4. 2010年1月27日発売、ISBN 978-4-04-868369-2
  5. 2010年8月27日発売、ISBN 978-4-04-868896-3
  6. 2011年4月4日発売、ISBN 978-4-04-870406-9
  7. 2011年10月27日発売、ISBN 978-4-04-870982-8
  8. 2012年4月27日発売、ISBN 978-4-04-886569-2
  9. 2012年11月27日発売、ISBN 978-4-04-891190-0
  10. 2013年8月27日発売、ISBN 978-4-04-891846-6
  11. 2014年2月27日発売、ISBN 978-4-04-866295-6
  12. 2014年8月27日発売、ISBN 978-4-04-866844-6
  13. 2015年2月27日発売、ISBN 978-4-04-869210-6
  14. 2015年8月27日発売、ISBN 978-4-04-865298-8
  15. 2016年2月27日発売、ISBN 978-4-04-865716-7
  16. 2016年10月27日発売、ISBN 978-4-04-892368-2
  17. 2017年6月27日発売、ISBN 978-4-04-892967-7
- 『マブラヴ オルタネイティヴ 月影は闇夜にありて』 2013年7月27日発売、ISBN 978-4-04-891772-8

### 小説
- 集英社スーパーダッシュ文庫から、ノベライズ小説が出版されている。『マブラヴ』の一部として発行されているため、ALTERNATIVE編は第5巻から始まっている。著：北側寒囲、原作：アージュ、挿絵：Bou。
  - マブラヴ 5 ALTERNATIVE 再起 （2008年3月25日発売、ISBN 978-4-08-630414-6）
  - マブラヴ 6 ALTERNATIVE 流転 （2008年11月21日発売、ISBN 978-4-08-630458-0）
  - マブラヴ 7 ALTERNATIVE 決戦 （2009年6月25日発売、ISBN 978-4-08-630488-7）

### 設定資料集
- MUV-LUV ALTERNATIVE Operation Lunatic-Dawn:Base521 ファンブック （2008年8月15日）
  - 発行：アージュ／製作：アージュ オルタネイティヴチーム編集部
  - アージュ発行の公式ファンブック。世界年表や戦術機の開発系譜などが収録されている。
  - タイトルの『Lunatic-Dawn』はコミックマーケット74会場の東京ビッグサイトがある「有明」を意味し、「Base521」はアージュのブース番号を意味している。
- MUV-LUV ALTERNATIVE INTEGRAL WORKS （2009年12月26日発売、ISBN 978-4-04-726223-2）
  - 発行：エンターブレイン／製作：テックジャイアン編集部
  - 戦術機開発史やBETAの生態、国際情勢、本編でも描かれた戦闘の推移などに関する解説の他、築地多恵のサイドストーリー、デザイナーやスタッフへのインタビューなどが収録されている。

## テレビアニメ
第一期は2021年10月から12月までフジテレビ『+Ultra』枠ほかにて放送された。第二期は2022年10月から12月まで同枠にて放送された。2期放送に合わせて同年7月よりオープニングテーマとエンディングテーマを入れ替え、なおかつアレンジを変更した上で本放送と同じ枠で1期が再放送された。

### 企画・制作
本作のアニメ化は、原作ゲーム開発時の企画書の段階から決定していたという。2019年10月22日に開催されたアージュ20周年記念イベントにて、アニメ制作が進行していることが初めて公表され、2020年5月2日に行われたオンラインイベントにてティザー動画が公開された。2020年10月24日に行われたオンラインイベントにてPV動画が公開され、11月5日にオンライン開催された「フジテレビアニメラインナップ発表会2020」にて、放映枠と放送開始時期が公表された。
2021年5月1日に公開されたPVでは、戦術機「吹雪」による模擬戦闘が描かれ、主要スタッフ・主要キャスト・主要キャラクターデザインが公開された。プロデューサーおよび原作者によると、声優およびロゴデザインの過去作品からの変更は、アニメのために行うのではなく、シリーズを今後長期に渡って展開するためであるという。

### スタッフ
- 原作 - 吉宗鋼紀、aNCHOR[28]
- 監督 - 西本由紀夫[28]
- シリーズ構成 - 浦畑達彦[28]
- キャラクターデザイン - 谷拓也[28]
- サブキャラクターデザイン - つなきあき[28]
- プロップデザイン - 星野浩一[28]、大西景子（第二期）
- メカニックデザイン - 吉宗綱紀、NIθ、三石無双、吉成鋼、星野秀輝
- アニメーションメカディレクター - 大河広行[28]
- 色彩設計 - 内林裕美[28]
- 美術監督 - 内藤健[28]
- 美術設定 - 大平司[28]
- 撮影監督 - 荻原猛夫[28]
- 3DCG制作 - グラフィニカ
- 3DCG監督 - 大矢和也[28]
- 編集 - 丹彩子[28]
- 音響監督 - 本山哲[28]
- 音楽 - Evan Call[28]
- 音楽制作 - エイベックス・ピクチャーズ
- プロデューサー - 大胡寛二、岡安由夏（フジテレビ）、松村和俊、山田貴也（第二期）
- アニメーションプロデューサー - 野邉伸泰（第一期）、加百優喜雄（第一期）、下山博嗣、後藤史臣（第二期）
- アニメーション制作 - FLAGSHIP LINE、ゆめ太カンパニー×グラフィニカ[28]
- 製作 - オルタネイティヴ第三計画（エイベックス・ピクチャーズ、フジテレビジョン、Crunchyroll、Tencent、BSフジ、電通、バンダイナムコアーツ→バンダイナムコミュージックライブ、aNCHOR）

### 主題歌（テレビアニメ）
「輪廻」
V.W.Pによる第一期オープニングテーマ。作詞・作曲・編曲はカンザキイオリ。
再放送版では「輪廻 acoustic ver.」と題したアレンジ版をエンディングテーマとして使用。
「TRISTAR」
STEREO DIVE FOUNDATIONによる第一期エンディングテーマ。作詞・作曲・編曲はR・O・N。
再放送版では「TRISTAR (Japanese ver. -Muv-Luv mix-)」と題したアレンジ版をオープニングテーマとして使用。
「暁を撃て」
JAM Projectと栗林みな実による第二期オープニングテーマ。作詞は奥井雅美、作曲は影山ヒロノブと寺田志保、編曲は寺田志保。
「再会」
V.W.Pによる第二期エンディングテーマ。作詞・作曲・編曲はカンザキイオリ。

### 各話リスト
| 話数 | サブタイトル   | 脚本                  | 絵コンテ                     | 演出                         | 作画監督 | 総作画監督        | 初放送日       |        |        |        |        |        |        |        |        |        |        |        |        |        |        |        |        |        |
| 第一期 | 第一期         | 第一期                | 第一期                       | 第一期                       | 第一期 | 第一期            | 第一期         | 第一期 | 第一期 | 第一期 | 第一期 | 第一期 | 第一期 | 第一期 | 第一期 | 第一期 | 第一期 | 第一期 | 第一期 | 第一期 | 第一期 | 第一期 | 第一期 | 第一期 |
| --- | -------------- | --------------------- | ---------------------------- | ---------------------------- | --- | ----------------- | -------------- | ------ | ------ | ------ | ------ | ------ | ------ | ------ | ------ | ------ | ------ | ------ | ------ | ------ | ------ | ------ | ------ | ------ |
| Story 01 | 世界の日常     | イシノアツオ 浦畑達彦 | 小野竜太 大河広行 西本由紀夫 | 鹿谷拓史                     | 坂上怜司 北条裕之 林怡君 | 谷拓也 つなきあき | 2021年 10月7日 |        |        |        |        |        |        |        |        |        |        |        |        |        |        |        |        |        |
| 1998年9月15日、日本帝国本土防衛軍少尉・駒木咲代子は佐渡基地に赴任した。佐渡島は日本海防衛の要として要塞化されていたが、新潟が陥落し、群馬・長野の山岳地帯に光線級を設置されたら関東平野全域が壊滅する状況で、本土への派遣に戦力を割かれて手薄になっていた。駒木は僚機となる草間に基地を案内される中、疎開を拒否して島に居続ける島民を見て、政府も軍も国民に道を示せていないと嘆く。9月24日、佐渡海峡からBETAが侵入。守備戦力と帝国海軍第二艦隊は、第5波までBETAを順調に撃破する。だが大陸方面から要塞級が出現したことでB中隊が壊滅。基地司令部は支援要請を行うが、本土も師団規模のBETAと交戦中で支援は望めず、米軍からは返答がない。A中隊は要塞級5体を撃破するが、新たな要塞級12体が出現。草間は駒木を庇い要塞級を撃破するが、撃破した要塞級の下敷きになり、要塞級から漏出した溶解液で戦死する。さらに溶解液は防護壁の基礎を溶かし防護壁が破られる。沿岸部には光線級も出現。第7波約1万2千のBETAが市街地に侵入し、シェルターに避難していた島民も虐殺される。基地司令部と第二艦隊はBETAの撃退を断念し、両津港に避難する島民の護衛をA中隊に命じる。駒木はシェルターで奇跡的に生き残った少女を救出し、両津港の防護壁内に島民を護送する。壁外に残った坂崎中隊長は駒木に「この悲惨な現実から目を背けるな。そして生きろ。」と命じて殿を務める。数日後、北陸地方はBETAの手に落ちた。7月からのBETA侵攻による死者・行方不明は日本帝国全体で約3600万人。佐渡島には21番目のハイヴが建設された。 |                |                       |                              |                              | |                   |                |        |        |        |        |        |        |        |        |        |        |        |        |        |        |        |        |        |
| Story 02 | 繰り返す世界   | 浦畑達彦              | 西本由紀夫                   | 深瀬重                       | 堀光明 | 谷拓也 つなきあき | 10月14日       |        |        |        |        |        |        |        |        |        |        |        |        |        |        |        |        |        |
| 佐渡島陥落から3年後、人類は地球放棄を決定した。地球で戦い続ける十数億人を残して、わずか十数万人を宇宙に逃がす「オルタネイティヴ5」である。地球に残った白銀武は玉砕同然に戦死したと思ったが、目覚めると自分の部屋にいた。外に出ると、街は廃墟、隣には大破した撃震という、かつて見た光景が広がっていた。時計の日付は2001年10月22日。BETAのいる世界にはじめて白銀が来た日を指していた。白銀は香月夕呼に会うため、国連軍横浜基地に向かう。門兵に締め出されるが「オルタネイティヴ5」の名前をちらつかせて面会に成功する。白銀は、自分が未来から来た人間であること、元々はBETAのいない平和な世界の高校生だったこと、ある日突然BETAのいる世界に飛ばされて訓練兵になったこと、12月24日に「オルタネイティヴ4」が放棄されることを香月に伝えた。香月は白銀にセキュリティパスを与え、第207衛士訓練小隊に編入させた。10月23日。白銀は御剣冥夜、榊千鶴、彩峰慧、珠瀬壬姫と、神宮司まりも教官と再会する。「前の世界」の記憶だけでなく体力も継承していた白銀は、実技、座学ともに新人離れした実力を発揮して、彼女らを驚かせる。白銀は、一日も早く任官して「オルタネイティヴ4」を成功させると決意する。白銀は、俺は別の世界の人間だ、こんな世界の戦争は俺には関係ない、と考えなくなったのはいつからなのかわからず、記憶が欠落していることに気付く。夕方、白銀は自主訓練中の御剣と会う。御剣は、この星、この国の民、そして日本という国を守るために、一刻も早く衛士となって戦場に立ちたいと語る。白銀は「前の世界」で「国」という言葉の意味を御剣に教えられたことを思い出す。白銀は御剣に、俺にも守りたいものがある、地球と全人類だ、と語る。 |                |                       |                              |                              | |                   |                |        |        |        |        |        |        |        |        |        |        |        |        |        |        |        |        |        |
| Story 03 | 守りたいもの   | 浦畑達彦              | 高橋亨                       | 田中貴大                     | 五十川久史 鎌田均 千葉茂 中島美子 金澤龍 | 谷拓也 つなきあき | 10月21日       |        |        |        |        |        |        |        |        |        |        |        |        |        |        |        |        |        |
| 1999年8月、人類は明星作戦により横浜ハイヴを攻略。探索隊は無数のシリンダーに収められた人間の脳髄を発見する。2001年10月24日、白銀は地下機密エリアの脳髄が収められたシリンダーがある部屋にいる少女、社霞を訪ねる。白銀は「前の世界」での社の言動に、この世界にはいないはずの鏡純夏の存在を感じていた。香月によると、社と脳髄はワンセットであり、「オルタネイティヴ4」の重要な要素であるという。10月25日、白銀は「前の世界」と全く同じことを繰り返す日々に焦りを感じ始めていた。11月1日、白銀は退院した鎧衣美琴と再会する。その1週間後、白銀は「前の世界」で11月11日に佐渡島からBETAが侵攻してきたことを思い出し、水際で殲滅することを香月に進言する。香月は、白銀の情報には証拠がない、それを証明するために今回は放置しろと言い放つ。大勢の人が死ぬとわかっていて見過ごすことはできないと白銀は食い下がるが、香月はこの瞬間にも世界中で大勢の兵士がBETAと戦って死んでいる、地球と全人類を守りたいなら一刻も早く自分が正しいことを証明しろ、何の犠牲もなく何かを得られると考えているのかと突き放す。しかし香月は白銀の熱意に折れ、対策を取ることを約束する。11月11日、帝国軍はBETAを水際で撃退。白銀は喜ぶが、香月の顔は曇っていた。11月13日、207訓練小隊は総合戦闘技術評価演習に進み、合格する。 |                |                       |                              |                              | |                   |                |        |        |        |        |        |        |        |        |        |        |        |        |        |        |        |        |        |
| Story 04 | 仲間           | イシノアツオ          | 斎藤久                       | 曽根利幸                     | 緒方浩美 安達祐輔 吉田和香子 山村俊了 小澤和則 清水勝祐 上西麻耶 和田伸一                                                                   | 谷拓也 つなきあき | 10月28日       |        |        |        |        |        |        |        |        |        |        |        |        |        |        |        |        |        |
| 白銀は戦術機のシミュレータ訓練で優秀な成績を収める。白銀は神宮寺教官に自分の訓練内容を他の訓練小隊メンバーにも見せるよう申し入れる。白銀の奮闘もあり207訓練小隊の訓練は順調に進み、横浜基地に新型訓練機「吹雪」が搬入される。「前の世界」よりも吹雪の搬入が前倒しになったことに白銀は喜ぶ。基地には同時に御剣冥夜専用機として紫の「武御雷」も搬入されていた。吹雪のシミュレータ訓練を開始した白銀は、自分が生まれ育った世界でプレイしていたロボット操縦ゲーム「ヴァルジャーノン(VALGERN-ON)」を思いだし、香月にヴァルジャーノンの操縦システムと同様の機能を有する戦術機OSの開発を提案し、香月の了承を得る。その数日後、神宮寺教官から国連事務次官の横浜基地視察の予定を聞いた白銀は、「前の世界」でHSST(再突入型駆逐艦)の落下事件が起こったことを思い出し香月に対策を講じるよう訴える。 |                |                       |                              |                              | |                   |                |        |        |        |        |        |        |        |        |        |        |        |        |        |        |        |        |        |
| Story 05 | 新しい力       | 鈴木貴昭              | 白井宏旨                     | 村上勉                       | 重松晋一 鈴木信一 服部憲知 金凱 | 谷拓也 つなきあき | 11月4日        |        |        |        |        |        |        |        |        |        |        |        |        |        |        |        |        |        |
| 国連事務次官視察が迫る中、事務次官の娘に当たる珠瀬壬姫が父への手紙の中で、自分が訓練小隊の分隊長を務めているという嘘を書いていたことを小隊メンバーに告白する。これを聞いた白銀は視察当日に壬姫を一日分隊長にすることを提案する。視察当日、分隊長役を演じる壬姫の姿を見て珠瀬事務次官は終始御機嫌だったが、白銀・珠瀬を除く小隊メンバーは機嫌を損ね白銀を吊るし上げる。白銀が懸念していたHSST(再突入型駆逐艦)落下事件は香月が事前に手を打っていたためこの世界では回避された。白銀発案による戦術機の新OS開発は極めて順調に進み、白銀の機体に実装が決まる。白銀は実機模擬訓練でチームを組む榊・彩峰機にも同OSを実装するよう香月に頼むが最初は断られる。実は香月はオルタネイティヴ4の鍵を握る演算装置の開発に行き詰っていた。その様子を見た白銀は元の世界の香月先生が同じ問題で悩んだ末解決策を見出したことを思い出し口にすると、香月はその式を教えろと白銀に詰め寄る。しかし、式の内容を理解していない白銀には答えられず「元の世界の自分(香月)に聞いてくださいよ」と思わず口走る。冷静さを取り戻した香月は、実機模擬訓練までには榊・彩峰機にも新OSを実装することを約束する。模擬訓練当日、榊・彩峰・白銀チームは、新OSによる高機動と相手の作戦を逆手に取った行動で3対0の勝利を収める。香月は結果に大いに満足し、以降は207訓練小隊の全機体とシミュレータに新OSを実装することを宣言する。 |                |                       |                              |                              | |                   |                |        |        |        |        |        |        |        |        |        |        |        |        |        |        |        |        |        |
| Story 06 | 転送実験       | イシノアツオ          | セトウケンジ                 | Won Chang hee                | Oh Eun soo Jeong Yeon soon Lim Keun soo | 谷拓也 つなきあき | 11月11日       |        |        |        |        |        |        |        |        |        |        |        |        |        |        |        |        |        |
| 白銀は総合戦闘技術評価演習の頃から度々見るようになっていた夢のことを香月に相談する。興味を持った香月が調べたところ、白銀が夢を見ている間、白銀の意識が「元の世界」に移動していることが判明する。香月はこの事実を踏まえ、オルタネイティヴ4の鍵を握る演算装置開発に必要な数式を入手するため、次元転送装置を開発して白銀を「元の世界」に派遣することを決める。12月1日、次元転送装置の初回実験が行われる。白銀は「元の世界」へ移動するものの、実体化が不完全で失敗に終わる。12月2日、白銀は香月に叱咤されて決意を新たにし、2度目の転送実験に挑む。実験は成功し、白銀は「元の世界」の香月先生に面会する。香月先生は並行世界から来訪した白銀の話を信じ、協力を約束する。 |                |                       |                              |                              | |                   |                |        |        |        |        |        |        |        |        |        |        |        |        |        |        |        |        |        |
| Story 07 | 約束           | 鈴木貴昭              | 西本由紀夫 高橋亨            | 鷹取聖夜                     | 泉明宏 金元会 白樺鳩 林隆祥 林信秀 Wei Xu Long Qki                                                                                          | 堀光明            | 11月18日       |        |        |        |        |        |        |        |        |        |        |        |        |        |        |        |        |        |
| 元の世界で幼馴染の純夏と再会した白銀は、元の世界に帰るためにもBETAと戦い抜き勝利する決意を更に強くする。元の世界から帰還した白銀の目の前で、消耗した社霞が倒れる。香月は白銀にオルタネイティヴ計画のこれまでの経緯と、その中で産み出されたESP発現体――社霞もその一人――のことを語る。次元転送実験で白銀が元の世界から帰還するためには霞の力が不可欠であり、実験に際し白銀が霞と共同生活を命じられたのもそれが理由であった。香月の計らいで1日休暇をもらった白銀は、霞と共に過ごし絆を深める。12月4日、帝国陸軍による不法帰還者救出作戦が報道される。前の世界より10日短縮されたと白銀は喜ぶが、帝国が住民に負担を強いていると憤る御剣と口論になる。民間人の言い分を優先した結果、人類が滅亡してもいいのか、と白銀が言うのを聞いた彩峰が顔色を変えその場から走り去る。後を追った白銀が彩峰の部屋に入ると、検閲印の押された彩峰宛の手紙があった。一方その頃、沙霧大尉率いる部隊は決起の時を迎えていた。 |                |                       |                              |                              | |                   |                |        |        |        |        |        |        |        |        |        |        |        |        |        |        |        |        |        |
| Story 08 | 帝都動乱       | 浦畑達彦              | 西村純二                     | 白石道太                     | 坂本千代子 齋藤格 | 谷拓也 つなきあき | 11月25日       |        |        |        |        |        |        |        |        |        |        |        |        |        |        |        |        |        |
| 12月5日、帝都(東京)で沙霧大尉率いる部隊によるクーデターが発生、榊是親首相含む閣僚数名が暗殺される。榊は父を殺害されショックを受けるものの任務を全うしようと気丈に振舞う。横浜基地の屋上で白銀は彩峰に会う。彩峰は自分宛の手紙の差出人は沙霧大尉であることを明かす。彩峰は、手紙を事前に読んでいれば首相たちの暗殺を回避できたかもしれないと後悔の念を口にする。白銀は彩峰を慮りこのことを口外しないとお互い約束する。仙台臨時政府は国連軍の軍事支援を受け入れる決定をする。207訓練小隊は後方警備として箱根の塔ヶ島離城の警備を命じられる。警備を開始した白銀は御剣の心境を察し声を掛ける。御剣は苦しい立場にあるのは私ではない、せめて心は共にありたいと語る。 |                |                       |                              |                              | |                   |                |        |        |        |        |        |        |        |        |        |        |        |        |        |        |        |        |        |
| Story 09 | 戦場           | 鈴木貴昭              | 大塚健                       | 於地紘仁                     | 工藤慎也 北條裕之 江口麻里 LEE EUN-YOUNG | 谷拓也 つなきあき | 12月2日        |        |        |        |        |        |        |        |        |        |        |        |        |        |        |        |        |        |
| 白銀は箱根の塔ヶ島離城で、帝都から脱出した政威大将軍・煌武院悠陽と遭遇する。第207小隊は将軍を横浜基地へ護送する作戦を開始する。クーデター部隊も将軍を確保するため追撃を開始、護衛の帝国軍を短時間で撃破する。窮地に陥った第207小隊の前に、最新鋭戦術機F-22Aを擁する米陸軍第66戦術機甲大隊が現れ窮地を脱する。亀石峠で補給中、白銀は同乗している将軍と会話する。将軍は御剣が双子の妹であることを明かし、所持していた人形を御剣に渡して欲しいと白銀に頼む。移動を再開した部隊の側面からクーデター部隊に呼応した富士教導隊が接近し、冷川料金所跡を巡る攻防となる。第207小隊は辛うじて冷川料金所跡の突破に成功する。しかし、ここまで補助シートで高速移動に耐えていた将軍が加速度病の悪化で倒れる。 |                |                       |                              |                              | |                   |                |        |        |        |        |        |        |        |        |        |        |        |        |        |        |        |        |        |
| Story 10 | 覚悟           | イシノアツオ          | 西本由紀夫                   | 高橋亨                       | 吉田翔太 東美帆 工藤慎也 王振 山口聰 | 谷拓也 つなきあき | 12月9日        |        |        |        |        |        |        |        |        |        |        |        |        |        |        |        |        |        |
| 将軍護送の任に当たる、米陸軍第66戦術機甲大隊指揮官ウォーケン少佐は、加速度病の悪化した将軍に精神安定剤トリアゾラムを投与するよう命じる。しかしトリアゾラムには重篤な副作用の可能性があるため、白銀は投与を躊躇う。同行する斯衛軍・月詠中尉は投与に反対し、先を急ぎたいウォーケン少佐との間で意見が対立する。一方その頃、国連軍・伊隅隊はクーデター側の駒木咲代子中尉の部隊と交戦する。伊隅隊は高原機が撃墜され隊の一部で動揺が広がるが、伊隅大尉の指揮の下、白銀発案の新OS搭載による高機動の助けもあり、敵部隊の壊滅に成功する。しかしその間に、沙霧大尉の本隊が空挺を利用して将軍護送隊への接触に成功する。沙霧大尉は国連軍に対し60分間の休戦を申し入れ国連軍もこれに応じる。 |                |                       |                              |                              | |                   |                |        |        |        |        |        |        |        |        |        |        |        |        |        |        |        |        |        |
| Story 11 | それぞれの想い | 鈴木貴昭              | 大畑清隆                     | 大畑清隆                     | 斎藤大輔 大西紀子 谷川政輝 寺尾憲治 | 谷拓也 つなきあき | 12月16日       |        |        |        |        |        |        |        |        |        |        |        |        |        |        |        |        |        |
| 一時休戦により体調が回復した将軍は白銀を呼び、上に立つ者の心構えについて語る。発言を許された白銀は、隊の仲間たちと比べて自分には日本人としての愛国心が足りないと率直な思いを語る。それを聞いた将軍は隊のメンバーを集めるよう白銀に頼む。将軍は、護送の任に当たるウォーケン少佐に先ず謝意を述べた後、第207小隊の一人一人に言葉を掛ける。そして自らクーデター部隊を説得すると宣言する。そこへ御剣が進み出て、将軍と容姿が酷似する自分が将軍の代わりを務めたいと申し出、許しを得る。将軍に扮した御剣を乗せた白銀機と護衛の月詠機は沙霧大尉との会見に臨む。将軍と想いを同じくする御剣の言葉に沙霧大尉も胸を打たれ、説得が成功するかと思われたその時、豹変したイルマ=テスレフの乗機が会見の場を襲撃する。 |                |                       |                              |                              | |                   |                |        |        |        |        |        |        |        |        |        |        |        |        |        |        |        |        |        |
| Story 12 | 宿命           | 浦畑達彦              | 大河広行 セトウケンジ        | 西本由紀夫 鹿谷拓史          | 林怡君 北條裕之 重松晋一 松本勝次 金凱 | 谷拓也 つなきあき | 12月23日       |        |        |        |        |        |        |        |        |        |        |        |        |        |        |        |        |        |
| 御剣扮する将軍と沙霧大尉との会見の場が襲撃されたことで交渉は決裂、クーデター部隊は将軍を奪取するため猛攻に転じる。戦闘の最中、ウォーケン少佐は自らの部隊の中に、日本の内戦を画策する勢力の工作員が紛れ込んでいたことを知るが、激しい戦闘の中ではクーデター部隊の誤解を解くことは叶わず、沙霧機との戦闘の末ウォーケン機は撃墜される。将軍護送隊を猛追する沙霧機の前に、月詠中尉の乗る武御雷が立ち塞がる。月詠中尉はクーデター部隊の已むに已まれぬ想いに理解を示したうえで、同じ日本人である自らの手で沙霧機を撃破する。クーデター鎮圧後、将軍は日本国民に対し演説を行う。決起した者たちの行動は許されるものではないと述べたうえで、しかし彼らの志まで軽んじるべきではなく、国を想いその身を捧げた者たちの心を忘れず共に歩もうと訴えるのだった。(第一期終了) |                |                       |                              |                              | |                   |                |        |        |        |        |        |        |        |        |        |        |        |        |        |        |        |        |        |
| 第二期 |                |                       |                              |                              | |                   |                |        |        |        |        |        |        |        |        |        |        |        |        |        |        |        |        |        |
| Story 13 | 卒業           | 浦畑達彦              | 西本由紀夫                   | 高橋亨 西本由紀夫            | 谷拓也 | -                 | 2022年 10月6日 |        |        |        |        |        |        |        |        |        |        |        |        |        |        |        |        |        |
| 2001年12月、第207衛士訓練小隊は解散し正規兵となる。 |                |                       |                              |                              | |                   |                |        |        |        |        |        |        |        |        |        |        |        |        |        |        |        |        |        |
| Story 14 | XM3            | イシノアツオ          | 小野竜太                     | Jang Hee kyu                 | Ju Hyeong jong Chae Gwang han | つなきあき        | 10月13日       |        |        |        |        |        |        |        |        |        |        |        |        |        |        |        |        |        |
| XM3搭載機の演習で自信をつけた白銀。だが突然BETAの襲撃を受け、先輩衛士たちと神宮寺まりもが白銀の目の前で犠牲になる。 |                |                       |                              |                              | |                   |                |        |        |        |        |        |        |        |        |        |        |        |        |        |        |        |        |        |
| Story 15 | 逃亡           | 鈴木貴昭              | スギムラヒロ                 | スギムラヒロ                 | 工藤慎也 東美帆 KIM YONG-SIK LEE SUNG-JIN Enzo D'Avino 佐藤結花                                                                             | つなきあき        | 10月20日       |        |        |        |        |        |        |        |        |        |        |        |        |        |        |        |        |        |
| まりもの死に耐えかねた白銀は元の世界に返してもらう。だがこの世界でもまりもは殺される。白銀は向こうの世界の因果関係を持ち込んでいた。 |                |                       |                              |                              | |                   |                |        |        |        |        |        |        |        |        |        |        |        |        |        |        |        |        |        |
| Story 16 | 日記           | イシノアツオ          | セトウケンジ                 | 佐々木純人                   | Kwon Oh sik Lim Keun soo Oh Eun soo Lee Joo hyeu Jang Hee kyu Chae Gwang han                                                                | つなきあき        | 10月27日       |        |        |        |        |        |        |        |        |        |        |        |        |        |        |        |        |        |
| 冥夜から白銀の記憶が消える。このままでは周囲から白銀の記憶が消えるという。純夏は事故死。純夏は白銀を忘れまいと日記をつけていた。白銀は向こうの世界に戻ると決意する。 |                |                       |                              |                              | |                   |                |        |        |        |        |        |        |        |        |        |        |        |        |        |        |        |        |        |
| Story 17 | 再起           | 浦畑達彦              | 西本由紀夫                   | 月野正志                     | 羽野広範 臼田美夫 王敏 劉冬冬 李偉峰 周晓华 趙小川 陳玲玲 姜海華 関鵬 李慶                                                                  | つなきあき        | 11月3日        |        |        |        |        |        |        |        |        |        |        |        |        |        |        |        |        |        |
| 香月は白銀を向こうに送り返す。00ユニットが完成していたが、それは純夏そっくりの姿をしていた。白銀は伊隅みちるのA-01部隊に配属になる。 |                |                       |                              |                              | |                   |                |        |        |        |        |        |        |        |        |        |        |        |        |        |        |        |        |        |
| Story 18 | 純夏           | イシノアツオ          | スギムラヒロ                 | 片貝慎 鹿谷拓史 スギムラヒロ | 工藤慎也 陣内美帆 高橋和徳 川島尚 权伍骥 徐晨寅 LEE EUN-YOUNG LEE SUNG-JIN KIM YOUNG STUDIO MASSKET                                         | つなきあき 谷拓也 | 11月10日       |        |        |        |        |        |        |        |        |        |        |        |        |        |        |        |        |        |
| 白銀は00ユニットの調律を命じられる。BETAの憎しみで錯乱する純夏を白銀は懸命になだめる。 |                |                       |                              |                              | |                   |                |        |        |        |        |        |        |        |        |        |        |        |        |        |        |        |        |        |
| Story 19 | 出撃前夜       | 浦畑達彦              | 西本由紀夫                   | 西邑大輔                     | Joung Eun joung Lim Keun soo Oh Eun soo Ju Hyeong jong Chae Gwang han Park Yoon ok Kim Yoon jung Jang Hee kyu Won Chang hee 林怡君 高橋和徳 | つなきあき 谷拓也 | 11月17日       |        |        |        |        |        |        |        |        |        |        |        |        |        |        |        |        |        |
| 2001年12月23日、佐渡島のBETAハイヴの制圧を目標とした大規模作戦「甲21号作戦」が発令。00ユニットの運用テストも兼ねていた。 |                |                       |                              |                              | |                   |                |        |        |        |        |        |        |        |        |        |        |        |        |        |        |        |        |        |
| Story 20 | 甲21号作戦     | 鈴木貴昭              | 大塚健                       | 月野正志                     | 羽野広範 臼田美夫 工藤慎也 林怡君 | つなきあき        | 11月24日       |        |        |        |        |        |        |        |        |        |        |        |        |        |        |        |        |        |
| 2001年12月25日、「甲21号作戦」が開始。帝国軍と国連軍が強襲する中、A-01部隊も上陸しBETAに奇襲を仕掛ける。 |                |                       |                              |                              | |                   |                |        |        |        |        |        |        |        |        |        |        |        |        |        |        |        |        |        |
| Story 21 | 希望の光       | イシノアツオ          | 小野竜太                     | Jang Hee kyu                 | Ju Hyeong jong Chae Gwang han | つなきあき        | 12月1日        |        |        |        |        |        |        |        |        |        |        |        |        |        |        |        |        |        |
| 純夏の凄乃皇・弐型による砲撃で人類は初めてハイヴの破壊に成功する。00ユニットが停止したため、白銀と伊隅が回収に向かう。白銀は純夏を救出、伊隅は凄乃皇のオートパイロット機能起動を試みる。 |                |                       |                              |                              | |                   |                |        |        |        |        |        |        |        |        |        |        |        |        |        |        |        |        |        |
| Story 22 | 脱出           | 浦畑達彦              | 大塚健                       | 月野正志                     | 羽野広範 臼田美夫 髙添響 | つなきあき        | 12月8日        |        |        |        |        |        |        |        |        |        |        |        |        |        |        |        |        |        |
| 純夏を乗せた白銀は冥夜と柏木の護衛で脱出するが大量のBETAが襲う。柏木は凄乃皇の伊隅の元に戻る。海岸では大量のBETAが集まっていた。 |                |                       |                              |                              | |                   |                |        |        |        |        |        |        |        |        |        |        |        |        |        |        |        |        |        |
| Story 23 | 継承           | 鈴木貴昭              | 小野竜太                     | Jang Hee kyu                 | Jang Hee kyu Won Chang hee Lee Joo hyeu 林怡君                                                                                              | つなきあき        | 12月15日       |        |        |        |        |        |        |        |        |        |        |        |        |        |        |        |        |        |
| 伊隅は凄乃皇再起動に成功するがBETAに囲まれ柏木が命を落とす。白銀たちは脱出に成功。伊隅はBETAを惹き付け佐渡島ごと自爆することになる。残されたわずかな時間に伊隅は部下との交信を許される。12月25日15時27分、凄乃皇は島ごと自爆する。 |                |                       |                              |                              | |                   |                |        |        |        |        |        |        |        |        |        |        |        |        |        |        |        |        |        |
| Story 24 | 進む世界       | 浦畑達彦              | 西本由紀夫                   | 西本由紀夫                   | 工藤慎也 陣内美穂 川島尚 LEE EUN-YOUNG KIM YONG-SIK                                                                                         | 谷拓也 つなきあき | 12月22日       |        |        |        |        |        |        |        |        |        |        |        |        |        |        |        |        |        |
| 「甲21号作戦」は成功し、帝国内のハイヴは全て消滅する。部隊は仲間を失った悲しみを乗り越え新たな任務に向かう。 |                |                       |                              |                              | |                   |                |        |        |        |        |        |        |        |        |        |        |        |        |        |        |        |        |        |

### 放送局
| 放送期間                  | 放送時間                     | 放送局         | 対象地域   | 備考                                     |
| ------------------------- | ---------------------------- | -------------- | ---------- | ---------------------------------------- |
| 2021年10月7日 - 12月23日  | 木曜 0:55 - 1:25（水曜深夜） | フジテレビ     | 関東広域圏 | 製作参加 / 『+Ultra』枠                  |
|                           | 木曜 1:55 - 2:25（水曜深夜） | テレビ西日本   | 福岡県     |                                          |
| 2021年10月8日 - 12月24日  | 金曜 1:55 - 2:25（木曜深夜） | 関西テレビ     | 近畿広域圏 | 第1話は地震の影響で 3:30 - 4:00 に変更。 |
| 2021年10月10日 - 12月26日 | 日曜 1:45 - 2:15（土曜深夜） | 東海テレビ     | 中京広域圏 |                                          |
| 2021年10月11日 - 12月27日 | 月曜 1:10 - 1:40（日曜深夜） | 北海道文化放送 | 北海道     |                                          |
| 2021年10月14日 - 12月30日 | 木曜 0:00 - 0:30（水曜深夜） | BSフジ         | 日本全域   | 製作参加 / BS放送 / 『アニメギルド』枠   |

インターネットでは、FODにて2021年10月7日より毎週木曜1時5分より独占配信され、その1時間後にFOD、TVer、GYAO!にて1週間限定で無料配信が行われる。アジアを除く北米・欧州を中心とした海外地域では、本作以降の『+Ultra』枠作品への参画が発表されているCrunchyrollが独占配信を実施する。
| 放送期間                  | 放送時間                     | 放送局         | 対象地域   | 備考                                   |
| ------------------------- | ---------------------------- | -------------- | ---------- | -------------------------------------- |
| 2022年10月6日 - 12月22日  | 木曜 0:55 - 1:25（水曜深夜） | フジテレビ     | 関東広域圏 | 製作参加 / 『+Ultra』枠                |
|                           | 木曜 1:55 - 2:25（水曜深夜） | テレビ西日本   | 福岡県     |                                        |
| 2022年10月7日 - 12月23日  | 金曜 2:25 - 2:55（木曜深夜） | 関西テレビ     | 近畿広域圏 |                                        |
| 2022年10月9日 - 12月25日  | 日曜 1:45 - 2:15（土曜深夜） | 東海テレビ     | 中京広域圏 |                                        |
|                           | 日曜 23:00 - 23:30           | AT-X           | 日本全域   | CS放送 / リピート放送あり / 字幕放送   |
| 2022年10月10日 - 12月26日 | 月曜 1:10 - 1:40（日曜深夜） | 北海道文化放送 | 北海道     |                                        |
| 2022年10月13日 - 12月29日 | 木曜 0:00 - 0:30（水曜深夜） | BSフジ         | 日本全域   | 製作参加 / BS放送 / 『アニメギルド』枠 |

| フジテレビ +Ultra                            | フジテレビ +Ultra                    | フジテレビ +Ultra |
| 前番組                                       | 番組名                               | 次番組            |
| -------------------------------------------- | ------------------------------------ | ----------------- |
| NIGHT HEAD 2041                              | マブラヴ オルタネイティヴ （第一期） | 平家物語          |
| マブラヴ オルタネイティヴ （第一期・再放送） | マブラヴ オルタネイティヴ （第二期） | 大雪海のカイナ    |

### BD
| 巻 | 発売日        | 収録話         | 規格品番     | 規格品番   |
| 巻 | 発売日        | 収録話         | 限定版       | 通常版     |
| -- | ------------- | -------------- | ------------ | ---------- |
| 1  | 2022年1月28日 | 第1話 - 第6話  | EYXA-13585/B | EYXA-13586 |
| 2  | 2022年3月25日 | 第7話 - 第12話 | EYXA-13587   | EYXA-13588 |

| 巻 | 発売日        | 収録話          | 規格品番     | 規格品番   |
| 巻 | 発売日        | 収録話          | 限定版       | 通常版     |
| -- | ------------- | --------------- | ------------ | ---------- |
| 3  | 2023年1月27日 | 第13話 - 第18話 | EYXA-13908/B | EYXA-13909 |
| 4  | 2023年3月24日 | 第19話 - 第24話 | EYXA-13910   | EYXA-13911 |

## 他作品とのコラボレーション
スーパーロボット大戦X-Ω
iOS / Android用アプリゲーム。
ロボットアニメが多数登場するクロスオーバー作品。2018年11月に期間限定参戦作品として登場。